# Костюм эпохи Позднего Средневековья (Франция)

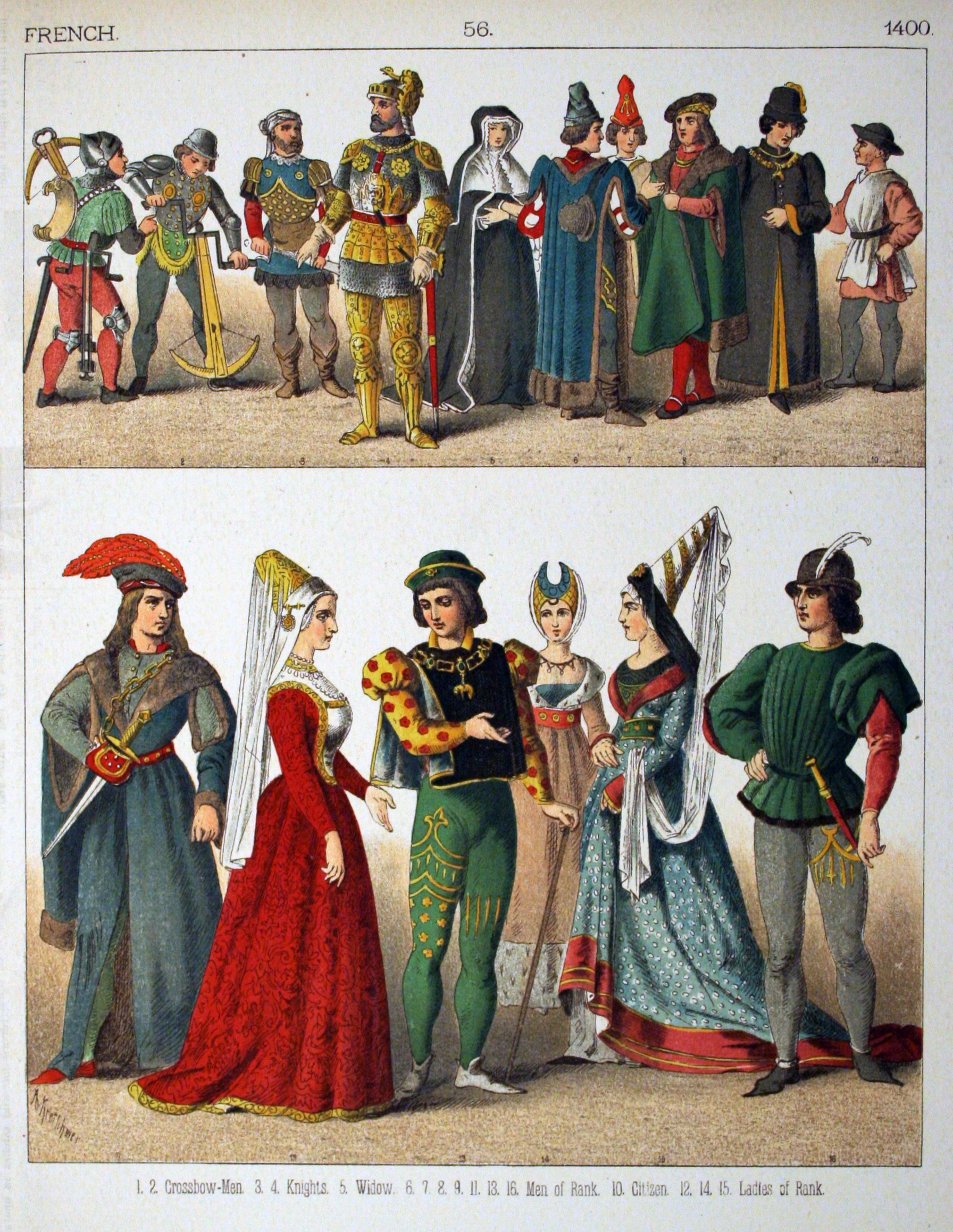
Французская мода 1400 г. Литографии по рис. Альберта Кречмера из издания «Костюмы всех наций» (1882)

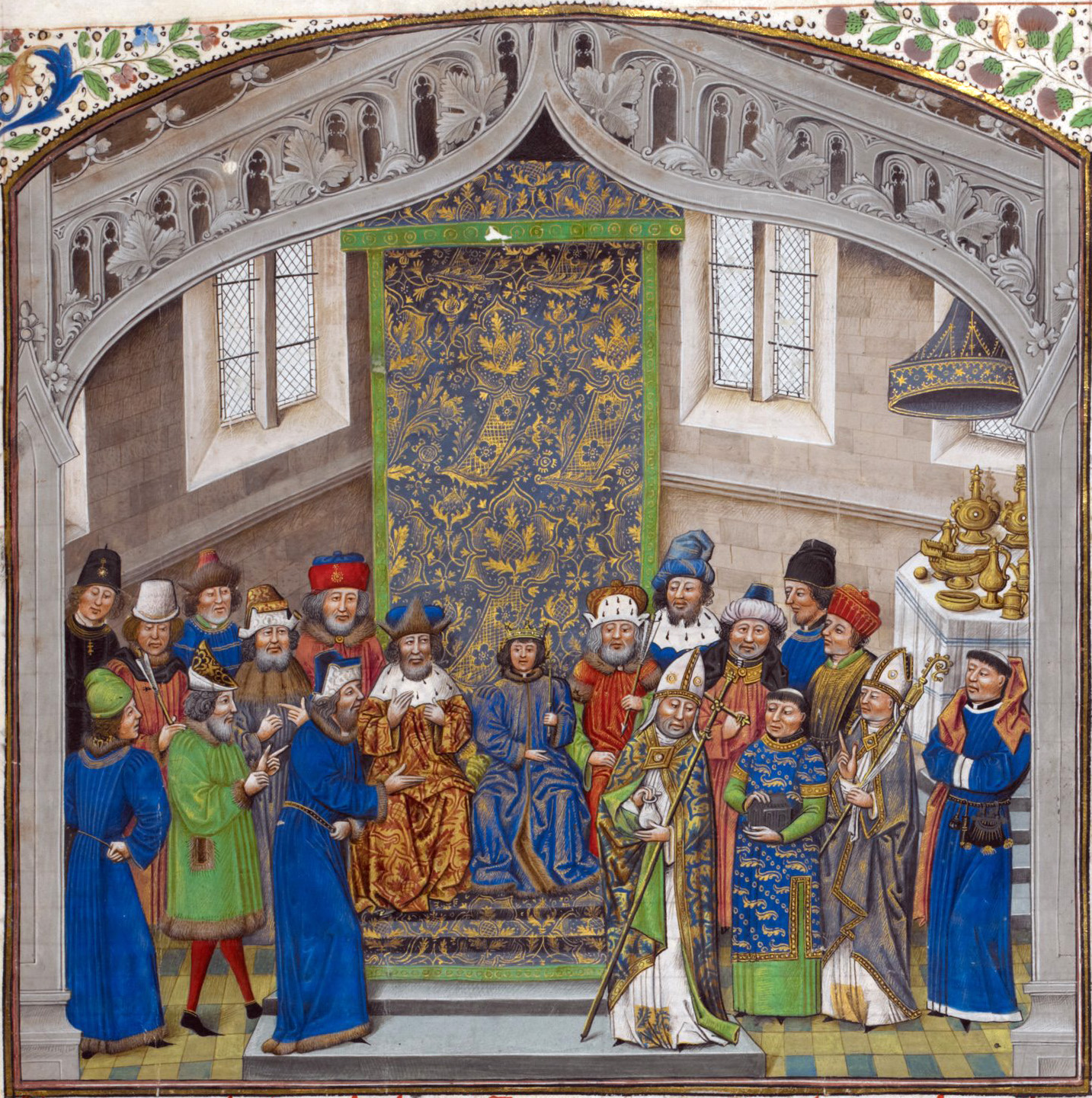
Коронация юного Ричарда II (1377). Миниатюра из «Староанглийских хроник» Жана де Ваврена, 1479 г.

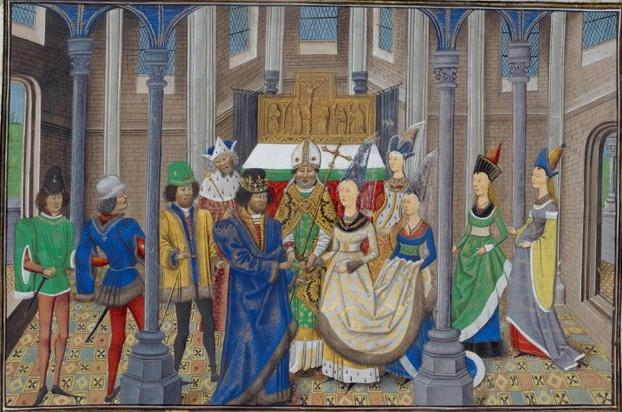
Бракосочетание Жуана I Португальского и Филиппы Ланкастерской (1387). Миниатюра из «Староанглийских хроник» Жана де Ваврена, 1479 г.

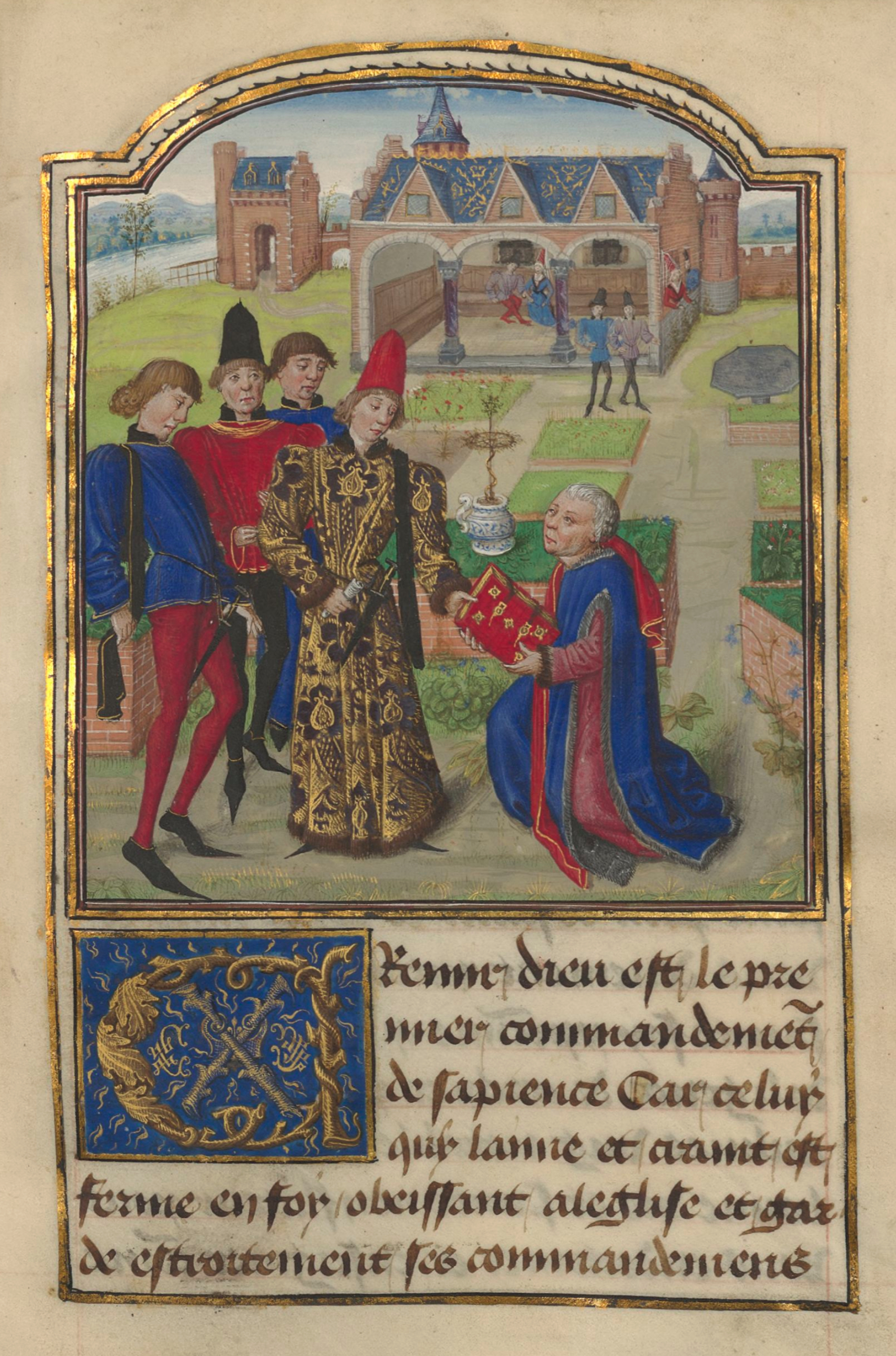
Хронист Жорж Шателен подносит свою книгу герцогу Бургундии Карлу Смелому. Миниатюра из рукописи «Наставления молодому государю» Жильбера де Ланнуа. Третья четверть XV в.

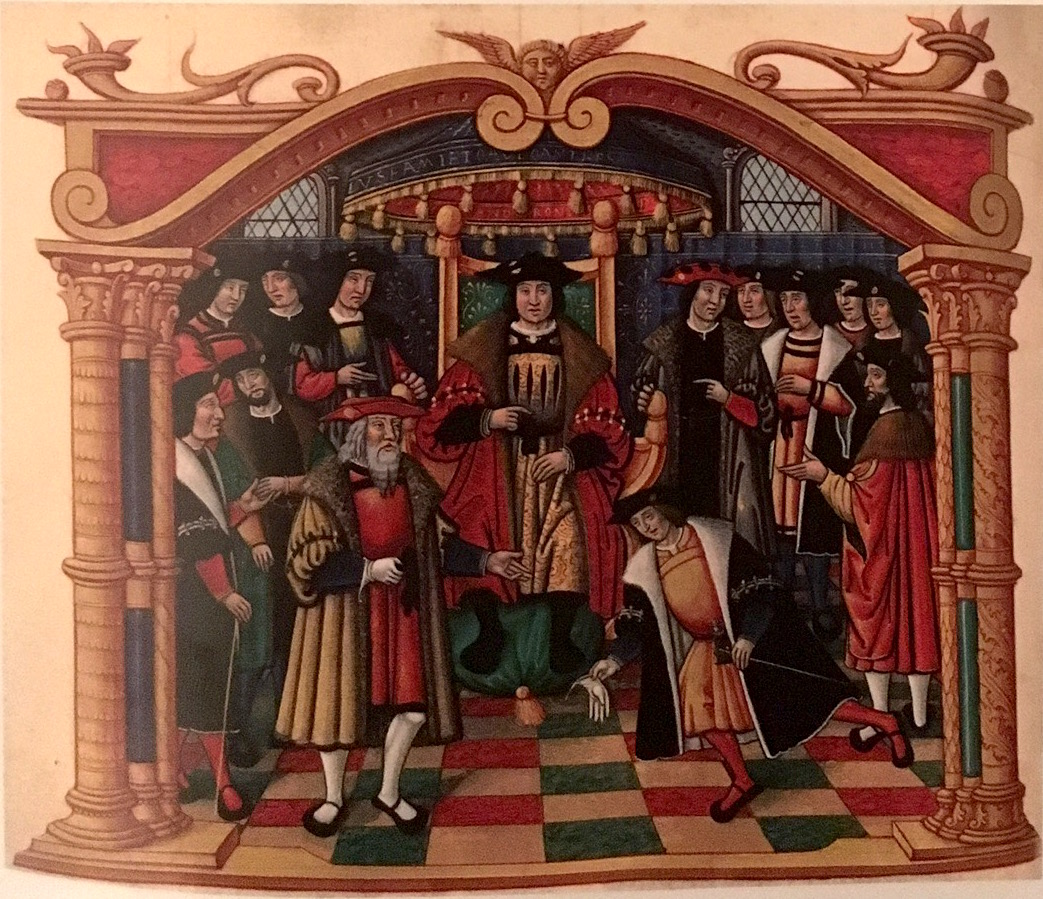
Двор герцога Карла Смелого. Миниатюра из рукописи «Мемуаров» Филиппа де Коммина, 1518—1524 годы

Костюм эпохи Позднего Средневековья выполнял во многом социальную функцию. Ношение платья в XIV—XVI веках определялось понятием «луковицы», когда верхнее платье надевалось поверх нижнего, и количество слоёв зависело от социального статуса хозяина, его состоятельности, профессиональной принадлежности, а также от местных традиций. В строго разделённом сословными рамками обществе ношение костюма оговаривалось «законами о роскоши», предписывавшими то или иное платье для каждой социальной прослойки. Однако сама многочисленность этих законов и частота их принятия говорит о том, что запреты постоянно нарушались.

## Исторический фон

### Социально-культурная составляющая
В конце XII века феодальная Европа, и, в частности, Франция оказалась в «мальтузианской ловушке»: более чем неторопливый прогресс в области техники, экстенсивное ведение хозяйства, основанное на эксплуатации всё новых и новых пространств, вкупе с перенаселением с необходимостью должны были закончиться кризисом. Наступление этого кризиса ускорила Столетняя война, в которой старая знать втянутых в конфликт стран — Англии и Франции, и в той или иной мере их европейских союзников, истребляла самоё себя. К военным лишениям добавился Великий Голод 1315—1317 годов, вызванный резким изменением климата, известным в литературе под названием «малого ледникового периода», а также эпидемия Чёрной Смерти, выкосившая едва ли не треть населения страны.
Катастрофическое уменьшение количества рабочих рук, вызванное эпидемией, а также возросшее благосостояние оставшихся привели к резкому подорожанию ручного труда. Низшие классы, осознав свою силу, немедля попытались улучшить своё материальное положение и добиться определённых политических свобод, попытки государства сдержать эти новые тенденции посредством законов, запрещавших платить наёмным работникам больше, чем то было принято до эпидемии, а также попытки дворянства поднять налоги в своих владениях и усилить своё влияние в городах и деревнях, вернувшись, таким образом к старому порядку вещей, вылились в цепь народных восстаний, охвативших страну в последнее двадцатилетие XIV века. Окончательным результатом стал некий статус-кво, не принёсший удовлетворения ни одной стороне: налоги возросли, но недостаточно, чтобы вернуть пошатнувшийся материальный достаток высших классов, и в то же время властям пришлось отказаться от попыток регулировать заработную плату. В обществе властно заявляла о себе новая сила — купечество, разбогатевшие старейшины ремесленных цехов, городской патрициат. Престижность высокого рождения всё больше подменялась престижностью тугого кошелька, дворянскому классу нанесён был удар, от которого он уже не смог оправиться, и всё Позднее Средневековье превратилось для него, по выражению Флорана Вениеля, в эпоху его «медленной агонии». В обществе всё более распространялись морганатические браки, обедневшие дворяне женились «на деньгах», ещё более подрывая и без того пошатнувшийся престиж своего сословия. Иерархические границы размывались, попытки государства повлиять на моду, разрабатывая всё новые «законы о роскоши», запрещавшие низшим классам использование дорогих тканей, длинное платье, изысканные украшения, попросту игнорировались населением. Флорентиец Маттео Виллани жаловался:
Простонародье ныне требует для себя самых дорогих и изысканных блюд, их женщины и дети щеголяют пышными платьями, принадлежавшими ранее тем, кто навсегда покинул этот мир. (…) В нынешнее время женская прислуга, неопытная и необученная, и вместе с ней мальчишки-конюшие требуют для себя, по меньшей мере, 12 флоринов в год, а самые наглые и 18, и даже 24, то же касается нянек и мелких ремесленников, зарабатывающих на хлеб своими руками, которым подавай ныне втрое больше обычного, и так же работники на полях, коих следует теперь снабжать упряжкой быков и зерном для посева, и работать они желают исключительно на лучшей земле, забросив прочую.
К великому соблазну своих новых подданных английские лучники при Креси захватили огромное количество роскошного платья, в котором французы готовились праздновать победу, в результате чего, по словам хроникёра, «не стало более понятно, кто богат, а кто беден».
Но сильнее всего потрясения, вызванные войной, голодом и чумной эпидемией, отразились на мировоззрении людей того времени. Само понятие мирового порядка, раз и навсегда установленного, незыблемого и не подлежавшего никаким изменениям, словно идеально отлаженный механизм, оказалось подорвано раз и навсегда. Страх перед завтрашним днём, осознание хрупкости собственного существования при полной невозможности повлиять на происходящее, начавшись во времена эпидемии, породили ту лихорадочную погоню за удовольствиями, стремление перещеголять друг друга в роскоши и страсть к нарядам, которой И. Нол дал имя «эротической составляющей чумы». «Пляске смерти», во множестве изображавшейся в церквях, где скелеты, символы смерти, отплясывали вперемежку с принцами, прелатами, крестьянами, сопутствовали оргии на кладбищах, блеск и расточительство, жизнь по принципу «ешь, пей, люби, ибо завтра ты умрёшь».
Верхнее платье, бывшее ранее отличительной характеристикой, по которой отличались сословия и состояния, в XIV—XV веках всё больше превращалось в демонстрацию красоты тела — также нового понятия, вызывавшего бешенство моралистов, — и хвастовство роскошью и достатком. Платье, ранее призванное скрывать и затушёвывать линии тела, стало куда более открытым и даже вызывающим, человеческое и земное предпочиталось загробному блаженству. Европа готовилась к Возрождению.

### Изменение идеологии ношения платья в начале XIV века

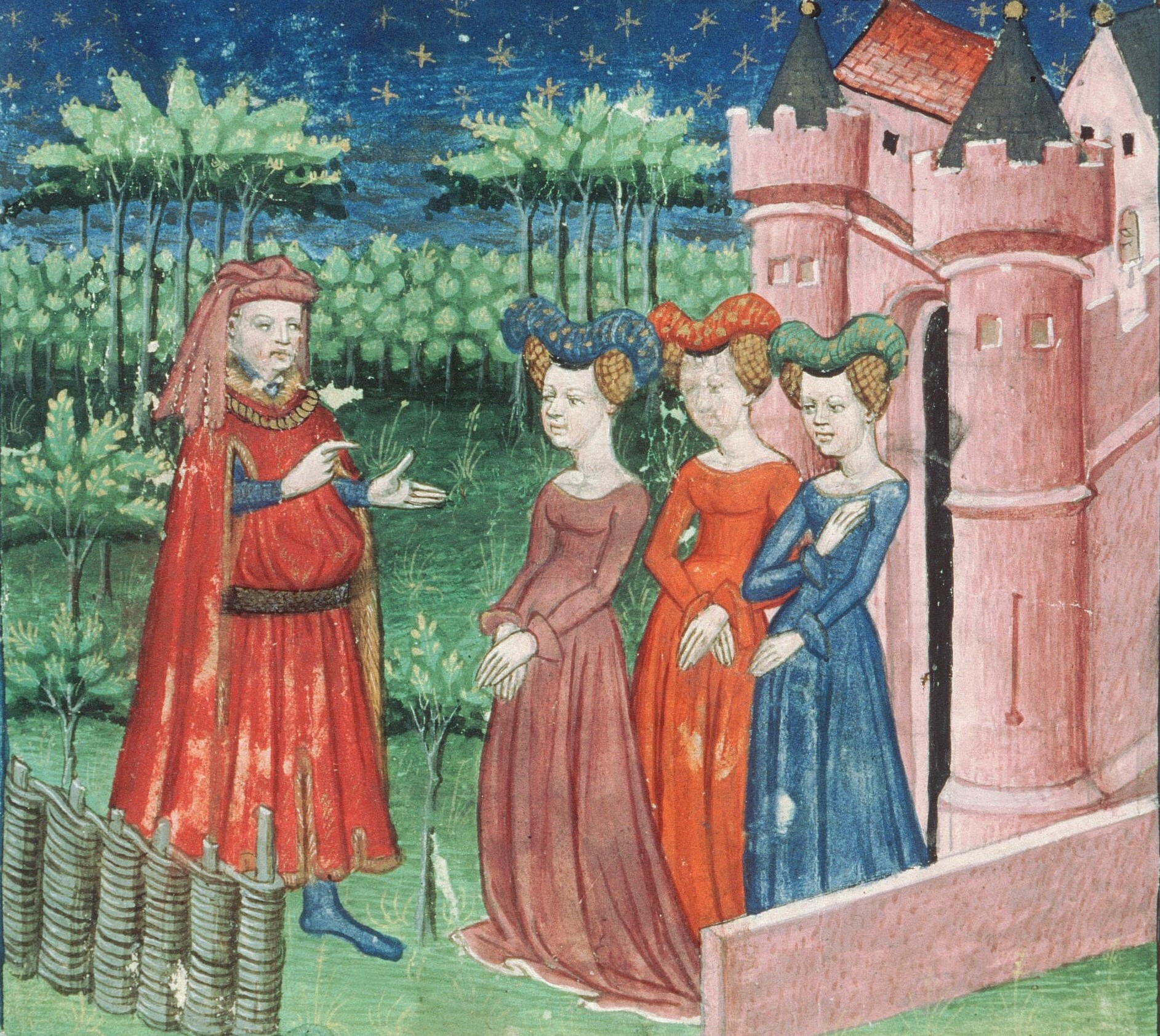
Рыцарь Жоффруа де Ла Тур Ландри, наставляющий своих дочерей. Миниатюра рукописи «Книги рыцаря Башни», 1450 год

Сочинения моралистов того времени, бичевавших и высмеивавших новую моду, как ни парадоксально, сохранили до нашего времени наибольшее количество информации о ней. Как это обычно бывает, блюстителей нравственности приводило в ярость любое, самое незначительное изменение, любое новшество в деле ношения платья, свидетельствующее, без сомнения, о развращённости, забвении, уничтожении духовности и близости Страшного суда. Когда в XII веке с Востока пришла мода на длинные, струящиеся одежды, исторически восходящие к арабскому и греческому платью, в них увидели опасное свидетельство изнеженности, «женственности» и порчи нравов, в конце Средневековья эти же старинные одеяния уже стали восприниматься в качестве единственно правильных, строгих и целомудренных, в противовес новоявленному короткому платью.
На рубеже веков единая ранее человеческая масса принялась распадаться на отдельные «я». Желание выделиться из толпы, привлечь к себе внимание окружающих было столь велико, что к поясу принялись привязывать бубенчики, что вынуждало в свою очередь Св. Бернарда гневно вопрошать тогдашних модников: «Что за финтифлюшки на вас надеты? Это конская сбруя? Женское платье?» Недовольство клира никоим образом не могло остановить новые тенденции.

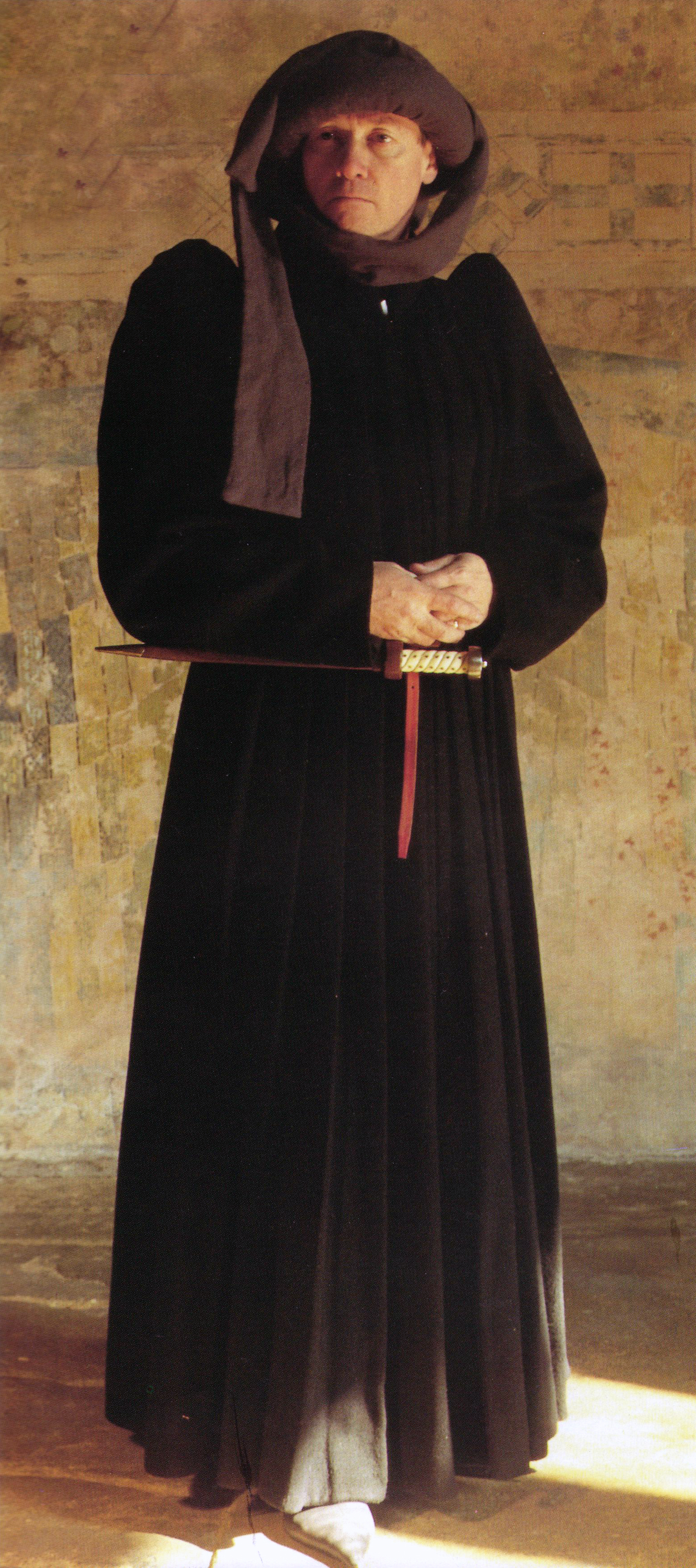
Реконструкция одежды знатного бургундца, 1470-е гг.

Переворот в самой идеологии ношения платья в первые годы XIV века начали женщины. Впервые за много столетий у платья появилось декольте, на всеобщее обозрение выставлялась шея, плечи, верхняя часть груди. Как водится, это новое было хорошо забытым старым — подобным образом носили платье во времена Римской империи, в тевтонской одежде эта мода просуществовала до конца V века н. э., но конечно же, так далеко историческая память средневекового человека никогда не простиралась (231). Чтобы понять шок, вызванный этой модой, следует вспомнить, что женщина в понятиях средневековой морали считалась существом подчинённым, которое следовало держать в повиновении для её же пользы, чтобы предотвратить разгул дикарских инстинктов, унаследованных от праматери Евы. Женщина полагалась «аспидом, ехидной», анжуйский рыцарь Жоффруа де Ла Тур Ландри сравнивал её с пауком, умело оплетающим сетью сильный пол, чтобы таким образом вовлечь его в пучину плотского греха. Новая мода скандальным образом меняла сексуальные роли — из добычи женщина становилась охотником, соблазнительницей, недоступной, а потому особо желанной. Отрицать эротическую составляющую новой моды и вправду было бы затруднительно, платья начала XIV века, по-прежнему полностью драпируя фигуру от талии и ниже, получив отрезной лиф со шнуровкой или рядом пуговиц, плотно облегали грудь и руки, подчеркивая их форму, выставляя напоказ ранее скрытое.
Моралисты без устали проклинали «нагую шею», которая притягивала мужские взгляды словно магнитом, обеспечивая незадачливым воздыхателям уютное местечко на адской сковородке — ничего не помогало. Раз возникнув, декольте стало неотъемлемой частью женского наряда вплоть до конца XIX века. Более того, вслед за женщинами от рук отбились и мужчины, начиная с 1340-х годов  мужской костюм вслед за женским обзавёлся отрезным лифом и спинным швом, позволявшим подчеркнуть каждую линию тела, а также длинным рядом пуговиц. Новый наряд был столь узким и тесным, что не надевался без посторонней помощи, вызывая насмешки и издевательства поклонников строгого образа жизни. Монах-хронист из Сен-Дени Мишель Пентуэн с негодованием писал о новомодном платье «столь узком и тесном, что его не надеть без посторонней помощи, процесс же снимания такового наводит на мысль о ремесле живодера». Дальше больше, мужской наряд стал катастрофически укорачиваться, вплоть до того, что в самом смелом варианте (т. н. «жакетте») едва лишь прикрывал бёдра, вызывая дополнительную волну возмущения тем, что «носящий таковое платье при любой попытке наклониться, дабы услужить своему сеньору, демонстрирует всем стоящим сзади свои брэ (трусы)». С точки зрения той же морали, подобное «бесстыдство» низводило носящего подобное платье на уровень животного или дикаря. Но всё возмущение моралистов не могло остановить поступательный ход истории. В дальнейшем короткое платье то уходило в тень, то появлялось вновь, но окончательно не забывалось.
Если историю женского декольте проследить затруднительно, то касательно мужской моды, с достаточной уверенностью можно сказать, что она зародилась в среде молодых дворян — оруженосцев и пажей. Вызвали её к жизни, по-видимому, чисто военные нужды, в длинном платье, надетом на или под защитное вооружение было трудно и неудобно сражаться, тем более что всё чаще древнюю стёганку стал заменять тяжёлый металлический доспех. В коротком платье также было проще прислуживать — обязательный этап жизни молодого дворянина включал помощь господину в качестве пажа, оруженосца и «благородного слуги» — вплоть до выхода из юношеского возраста и посвящения в рыцари. Длинное и широкое платье было для исполнения подобных функций неудобно. Также в самом обществе эта мода вызвала неоднозначную реакцию. Если церковь отвергла её немедля и сразу, вплоть до нынешнего времени сохранив длинные, струящиеся облачения, высшие дворяне определились в своём выборе не сразу. Если Иоанн II и Карл V Мудрый безоговорочно отдавали предпочтение старомодным длинным одеждам, молодой и деятельный Карл VI стал публично показываться в коротком платье, после чего новая мода утвердилась уже окончательно.

## Ткани
Во времена позднего Средневековья одежда шилась из материалов как растительного, так и животного происхождения. Из первого типа известны были пенька, рами, особенно распространён был лён, шедший для пошива нижнего белья. В XIII веке во Франции появился хлопок, завезённый купцами с Востока. Хлопчатая ткань использовалась для пошива одежды, белья, из неё же изготовлялись подкладки, используемые в некоторых типах костюма.
Шёлк изначально привозился купцами с Ближнего Востока и Западного Средиземноморья, но уже в XV веке его производство началось в Лионе, причём пищей для гусениц шелкопряда служил местный тутовник. Однако, важнейшим сырьём для ткани в течение всего Средневековья оставалась шерсть; французская поговорка того времени утверждала что «под овечьими ногами песок превращается в золото». Добротную, тёплую и прочную шерсть давала гасконская и иберийская порода овец известная под именем «чурро», однако, наилучшей считалась английская продукция. Шетландские и костуордские породы славились длинным, крепким волосом, изделия из подобной шерсти долго не изнашивались, и пользовались заслуженной славой. Североафриканские мериносы появились в XIV столетии, и распространение получили первоначально в Испании.

Производство одежды в эпоху Позднего Средневековья. Начальные этапы
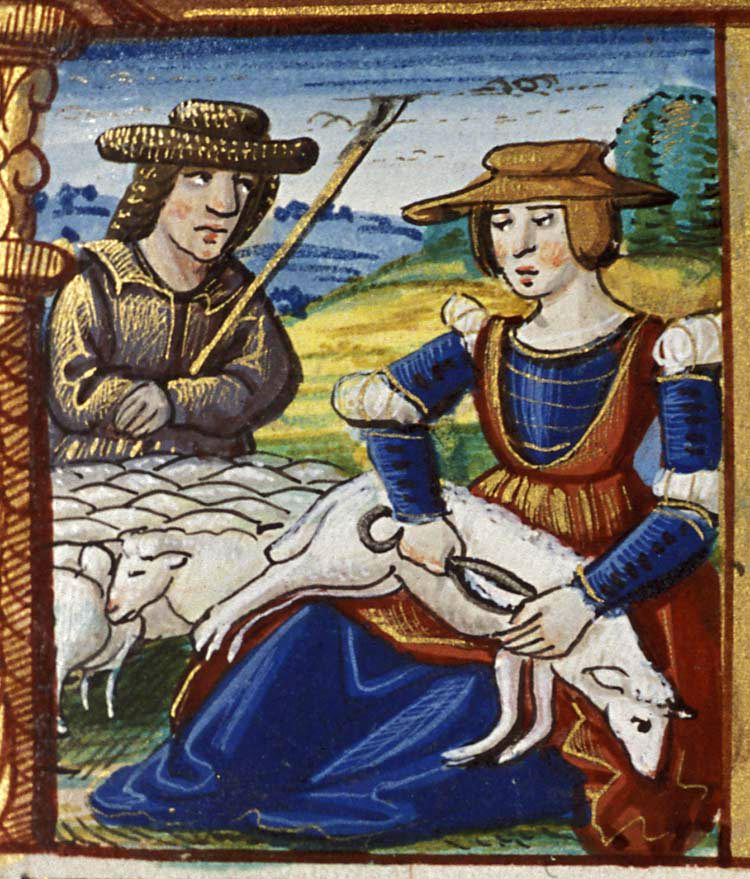
Стрижка овец. Миниатюра из часослова Жана де Люка, 1524 год
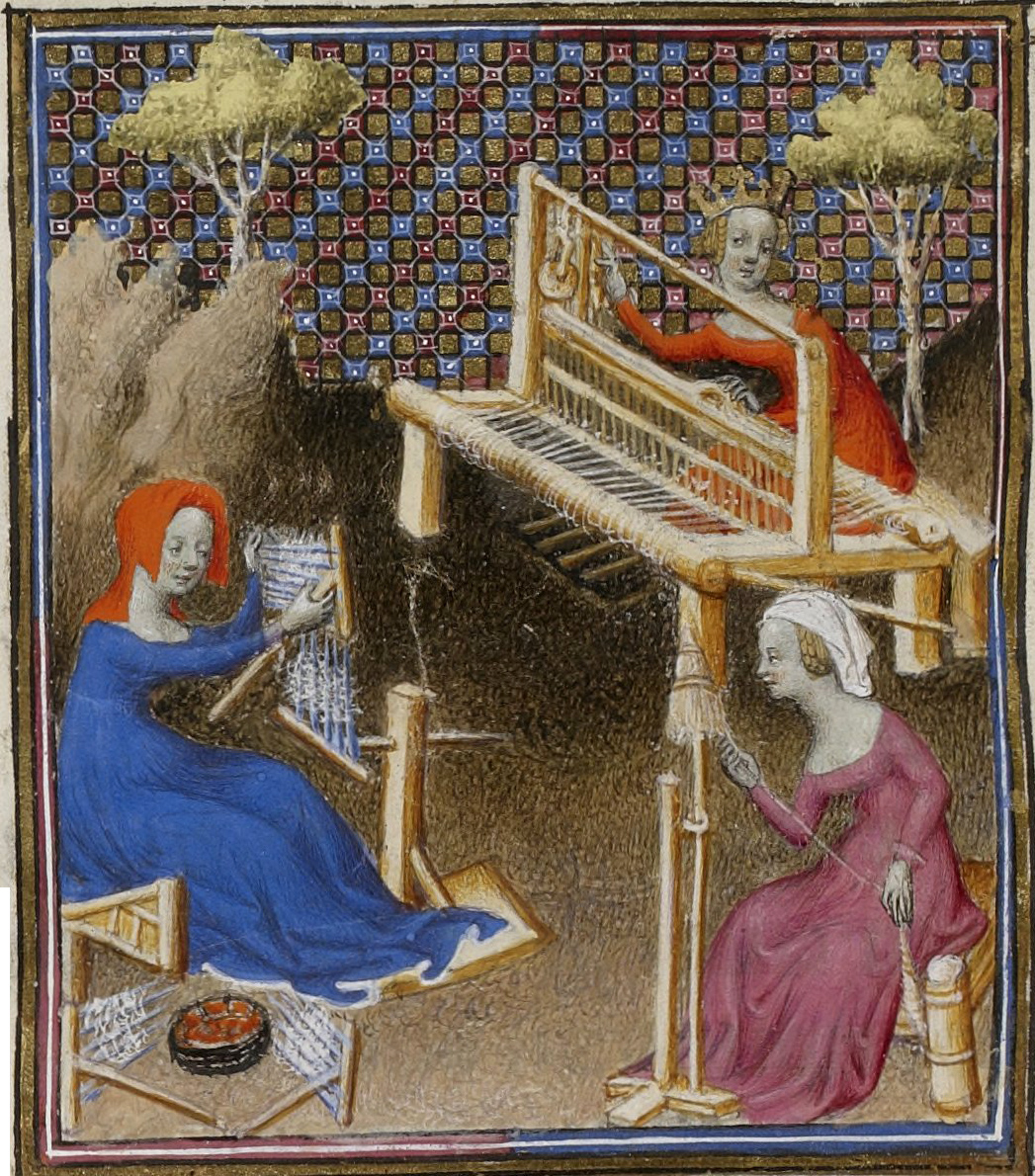
Женщины ткут, прядут и расчёсывают лён. Миниатюра из французской рукописи трактата Джованни Боккаччо De mulieribus claris («О знаменитых женщинах»), XV век
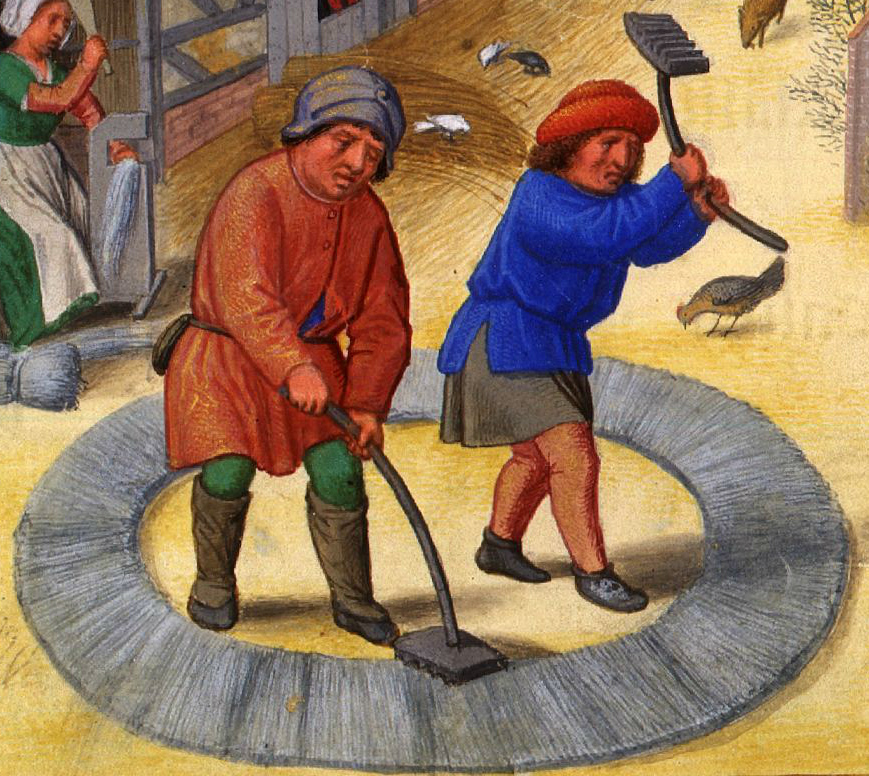
Чесание шерсти. Фрагмент миниатюры «Ноябрь» из «Da Costa Hours» Симона Бенинга. Бельгия, ок. 1515

Стрижка овец, как правило, производилась в мае, причём стадо предварительно купали в реке или в ближайшем водоёме. Шерсть с живота и ног складывалась отдельно, так как она полагалась слишком грубой, и большей частью использовалась для изготовления волосяной набивки, или самых грубых и дешёвых ниток. Далее, с помощью специального решета, снятую шерсть очищали от грязи и комков. Эта работа считалась женской. Затем шерсть подвергали многократному мытью, чтобы избавить её от кожного жира, промасливали, вычесывали, вновь отделяя грубый волос, использовавшийся затем для набивки матрацев, от шерсти для прядения.
Это прядение, как следующая стадия работы, считалось также почти исключительно женским и домашним занятием. Прядильные мастерские были редки, большая часть работы выполнялась дома, причём если лён и пенька большей частью предназначались для домашнего же ткачества, и лишь избытки уходили на рынок, шерсть почти вся уходила на продажу. Прялка была настолько привычным инструментом, что стала в литературе и иконографии непременным атрибутом женщины-крестьянки. Этот древний и крайне простой инструмент состоял поначалу всего лишь из доски, которую ставили стоймя, и веретена с пряслицем; вытяжение нити было процессом исключительно ручным, утомительным, а порой и болезненным, однообразные движения по скручиванию нити раздражали кожу. Самопрялка, упрощающая и ускоряющая процесс вытягивания и скручивания волокон, была, по-видимому, изобретена в Персии, но через посредство итальянцев, быстро стала популярной в Европе, первое документальное упоминание этого инструмента датируется 1290 годом.
Как любое крупное изобретение, самопрялка вызвала к себе настороженность и даже враждебность, и была официально запрещена к использованию — из страха, что начнёт рушиться привычный образ жизни. Но ни к какому результату эти запреты не привели. Самопрялка продолжала распространяться, давая двойственный эффект. С одной стороны, самопрялка, куда более тяжёлая и громоздкая, чем примитивный старинный инструмент, отнимала у женщины-крестьянки свободу, по сути дела, приковывая её к дому. С другой, стало выгодным ремесленное производство пряжи. Первые мастерские открылись во Фландрии, затем королева Филиппа, жена Эдуарда III, памятуя, сколь выгодной оказалась торговля пряжей для её страны, основала в 1336 году прядильное производство в Норвиче, (Англия), причём английская шерсть очень быстро завоевала место на европейском рынке.
Ткачество, как следующий этап производства, было уже чисто мужским делом. Ткань изготовляли на горизонтальных станках, натягивая на них нити основы, и с помощью двух поднимающихся планок, движения которых можно было регулировать с помощью педали, поднимали желаемые нити, давая утку проходить сквозь них вперёд и назад. Рядом с основным ткачом должен был обязательно находиться помощник, следивший за тем, чтобы нити не запутывались и не рвались. Обычно эту работу поручали детям, которым из-за небольшого роста было не утомительно из раза в раз наклоняться к станку. Ткачи Позднего Средневековья были, как правило, первоклассными мастерами, знающими своё дело досконально, при том что лишь очень немногие могли позволить себе приобрести в собственность мастерскую; большая часть из них состояла на жаловании у старших суконного цеха, имевших в своём распоряжении стада баранов, леса, наёмных работников и даже корабли для торговли с заморскими странами.
Готовая ткань отправлялась на многочисленные ярмарки, торговля тканью в Средние Века была прекрасно налаженным и весьма прибыльным делом, связывавшим Францию даже с такими отдалёнными странами как Индия и Китай. Идущие в продажу ткани, как местные, так и привозные, обязательно подвергались контролю специальными представителями суконного производства, называемые фламандским словом eswardeurs. Только проверенные ими рулоны, снабжённые свинцовой печатью, могли официально быть выставлены для покупателя.
Небелёная ткань, грубая, серовато-коричневая, с многочисленными неровностями и узелками, продавалась мерным куском. Без дальнейшей обработки она могла идти только на лошадиные попоны, впрочем, самые бедные использовали её для постели, цистерцианцы закупали необработанное полотно для пошива монашеских ряс. Однако же, в большинстве случаев, ткань подвергалась дальнейшей обработке в суконных и красильных мастерских.
Первоначально её многократно промывали в чанах, мяли и перетирали с углём — эта процедура способствовала выравниванию волокон и исчезновению узелков. Затем полотно выбивали специальными билами и вымачивали его ногами в чанах, заполненных песком и винным осадком. Эта работа, не требовавшая ничего, кроме физической силы и здоровья, была уделом неквалифицированных работников, занимавших низшее положение среди членов суконного цеха. Эта буйная и плохоуправляемая масса постоянно питала склонность к бунту, что время от времени проявлялось в драках и стычках, принявших особенно серьёзный размах, когда в XIII веке появилась возможность заменить валяльщиков механическими молотами, приводимыми в движение водяной мельницей. Взбунтовавшиеся чернорабочие разрушили несколько таких мельниц, отнимавших у них заработок, но конечно же, остановить историю подобные вспышки не могли.
Наконец готовая ткань по необходимости поступала к красильщикам, и от них уже передавалась портным и белошвейкам. Кроме своих тканей, использовались и привозные; торговые книги XIV века называют александрийский и татарский шелка, золотое и серебряное шитьё, кашемир, саржу, фланель, тафту, камку и даже своеобразное полотно, называемое cottum, которое выделывалось из кошачьей и собачьей шерсти.

Производство одежды в эпоху Позднего Средневековья. Конечные этапы
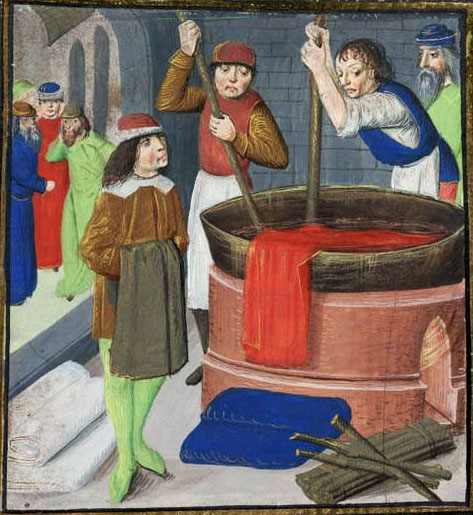
Крашение ткани. Миниатюра из фламандской рукописи трактата Бартоломея Английского «О свойствах вещей», 1482
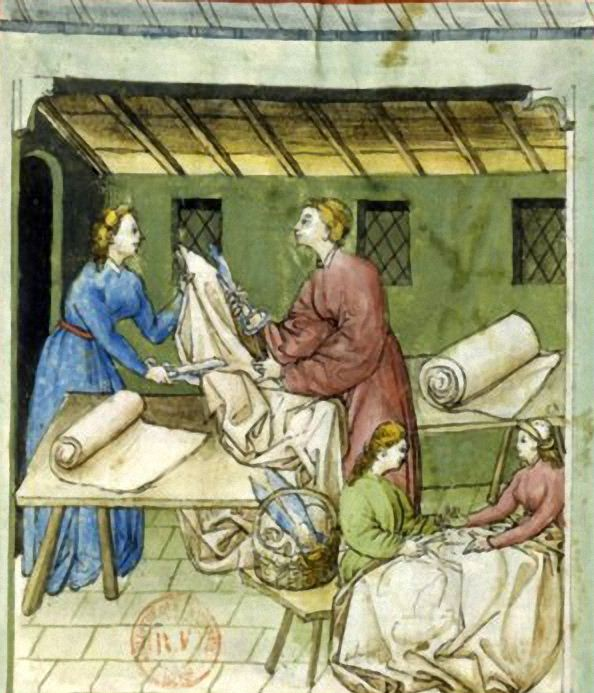
Изготовление льняной одежды. Миниатюра из немецкой рукописи трактата «Tacuinum Sanitatis» Ибн Бутлана. XV век
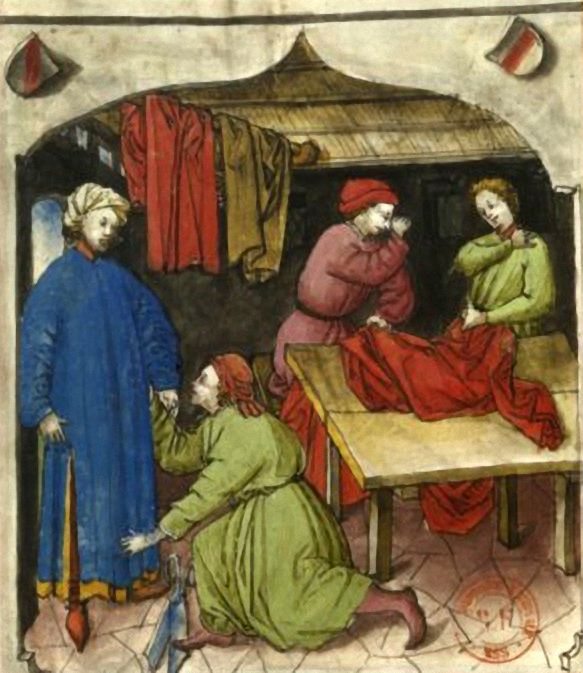
Изготовление и продажа шерстяной одежды. Миниатюра из немецкой рукописи трактата «Tacuinum Sanitalis» Ибн Бутлана. XV век

Меха, вышедшие из моды ближе к концу XIII века, пятьдесят лет спустя вновь привлекли к себе внимание. Мехами оторачивали и подбивали платье, что было далеко не лишним, если вспомнить, что даже за́мки и церкви порой были холодными и сырыми. Высшую ступень в меховой иерархии занимали соболь (zibeline), белый горностаевый мех с чёрными хвостиками (ermine), идеально-белая его разновидность (menu vair), очень высоко ценимая при дворе, а также vair — сложное меховое полотно, получаемое соединением кусочков меха белого горностая и серой белки, или просто серая белка с белым брюшком. Считается, что название этого меха идёт от французского verre — «стекло», так как на свету он имеет стеклянистый блеск. Беличьи шкурки в большом количестве доставлялись из Венгрии. Меха этого типа, как правило, предназначались для платья короля, королевы и высших сановников. Меньшей ценностью обладал gris — куний мех или зимний наряд европейской белки, в ряду с ним стоял кроличий мех (lapin); обе эти разновидности считались дворянскими. В самом низу иерархии находились барашек (mouton) и бобр (castor), использовавшиеся в частности для придворных облачений и ливрей.

## Символика цвета
Средневековье любило яркие цвета. Религиозные мыслители, как, к примеру, святой Бернард, отвергавшие яркие краски на основании их «соблазнительности», подменяющей стремление к небесному суетными удовольствиями бренного мира — оставались в безнадёжном меньшинстве. Желание ярко и броско одеваться было неистребимо у всех классов общества, и сдерживалось исключительно соображениями денежного плана.

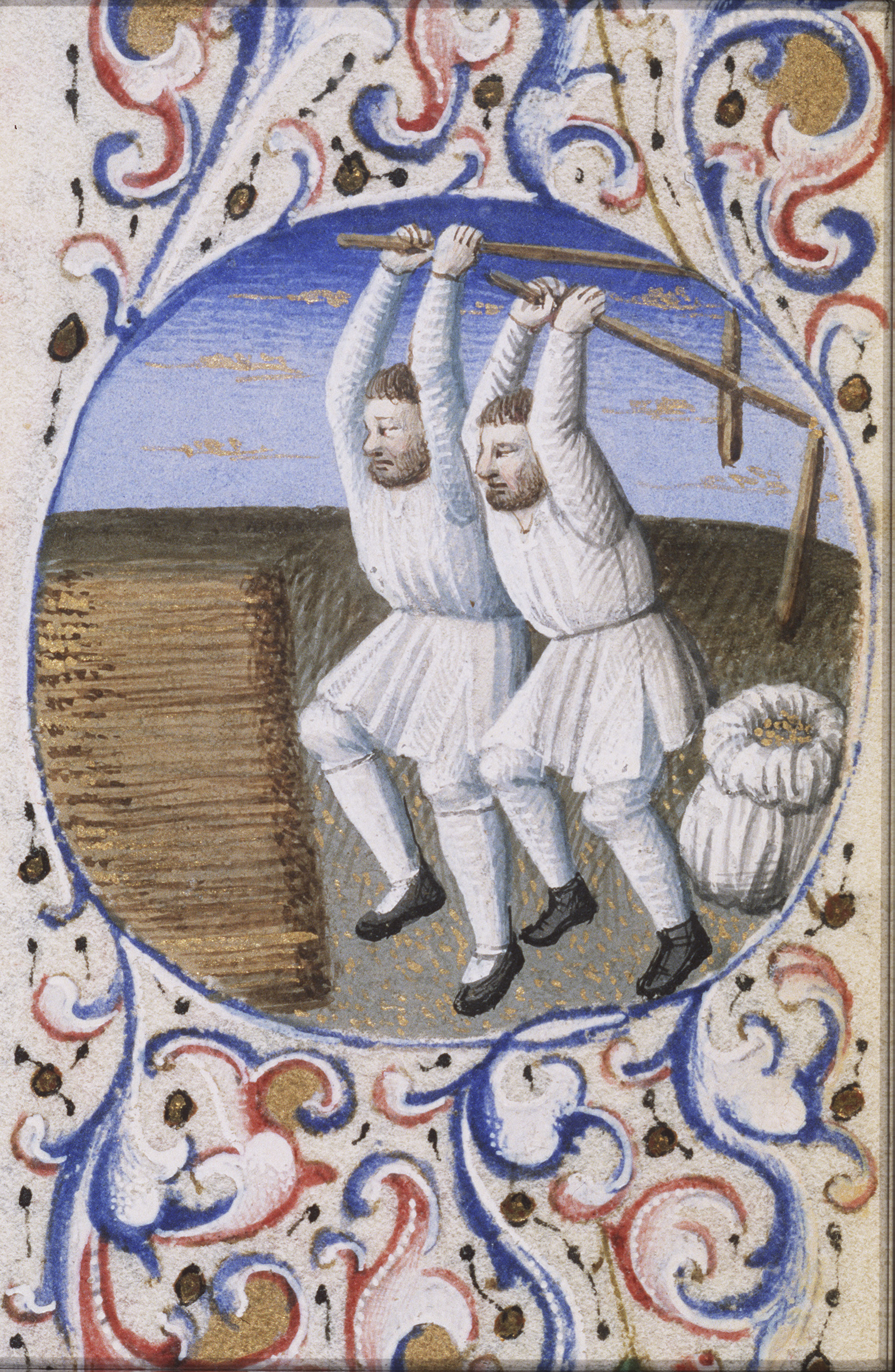
Молотьба. Миниатюра «Август» из французского требника XV века

Во времена раннего Средневековья известные в текстильном деле красители, как растительного, так и животного происхождения, не отличались стойкостью, и достаточно быстро линяли после стирки или выгорали на солнце, так что яркие цвета были в основном уделом богачей, которые могли себе позволить часто менять платье, в то время как подавляющая часть населения поневоле вынужденно предпочитала бурые, серые или коричневато-бежевые оттенки. В эти времена вкусы населения были достаточно консервативны; цветовая палитра строилась на основе из трёх цветов, вошедших в употребление ещё в античную эпоху — белого, красного, чёрного, в то время как остальные считались второстепенными и группировались вокруг каждого из них «по максимальному сходству». Средневековье с его мистическими наклонностями и умением видеть символику в малейших деталях, не преминуло разработать целую шкалу цветовой оценки, причём каждому из цветов придавалось определённое значение. Белый, воспринимавшийся как не-цвет, отсутствие цвета, выступал символом чистоты, целомудрия и непорочности. В белое облачали ангелов на иконах, белый считался цветом упования на Бога, цветом высшей справедливости и вечности. С XIV века этот цвет стал особенно любимым и модным. И в то же время (для Средневековья была характерна подобная двойственность) белый считался цветом отчаяния и смерти.
Даже королева Мария Стюарт, после смерти своего мужа в 1560 году всё ещё, по традиции, носила белое траурное платье.

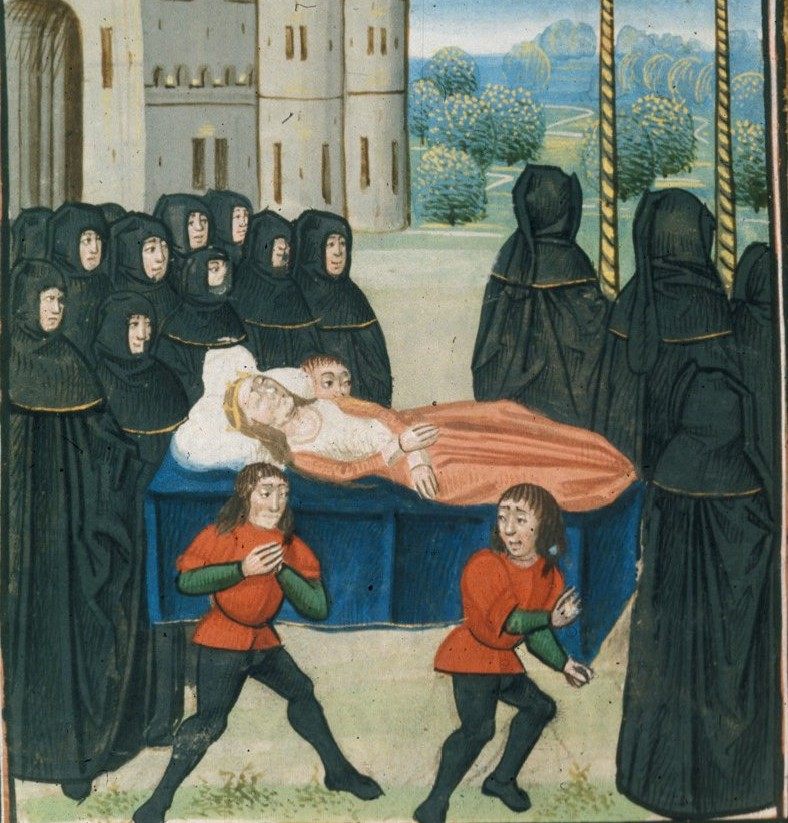
Погребение Анны Чешской. Миниатюра из французской рукописи Хроник Жана Фруассара, ок. 1483

Чёрный полагался цветом умеренности, скромности, христианского смирения, а порой и покаяния перед Богом; с другой стороны его же ассоциировали со смертью, трауром и отчаянием. В начале XIV века чёрный стал настолько популярен, что на короткое время едва ли не вытеснил остальные цвета и оттенки; эту новую моду ввёл герцог Бургундский Филипп Добрый, в течение многих лет одевавшийся в чёрное в знак траура по отцу, убитому в обычной для тех времён феодальной войне за власть.
И наконец, самым излюбленным оттенком, королём цветов был красный, с античных времён считавшийся противоположным белому. Красный царил на рыцарских гербах, выступая в качестве основного на трети из них. В красном шли под венец невесты, огромные количества красных тканей, число оттенков которых доходило до пятнадцати, продавались на рынках. Красный символизировал гордость, победу, силу и мощь. Красный полагался цветом благочестивой щедрости, душевной широты, он же ассоциировался с учёностью, и властью, и, по распространённому поверью, отпугивал нечисть. Красные ленточки принято было привязывать к детским ножкам, защищая таким образом малышей от всевозможных напастей, в частности, от кори и кровотечений. С другой стороны, красный цвет стойко ассоциировался с гневом и жестокостью, в красное порой заставляли одеваться проституток и палачей, красными одеждами в романах артуровского цикла щеголяют антагонисты главных героев.

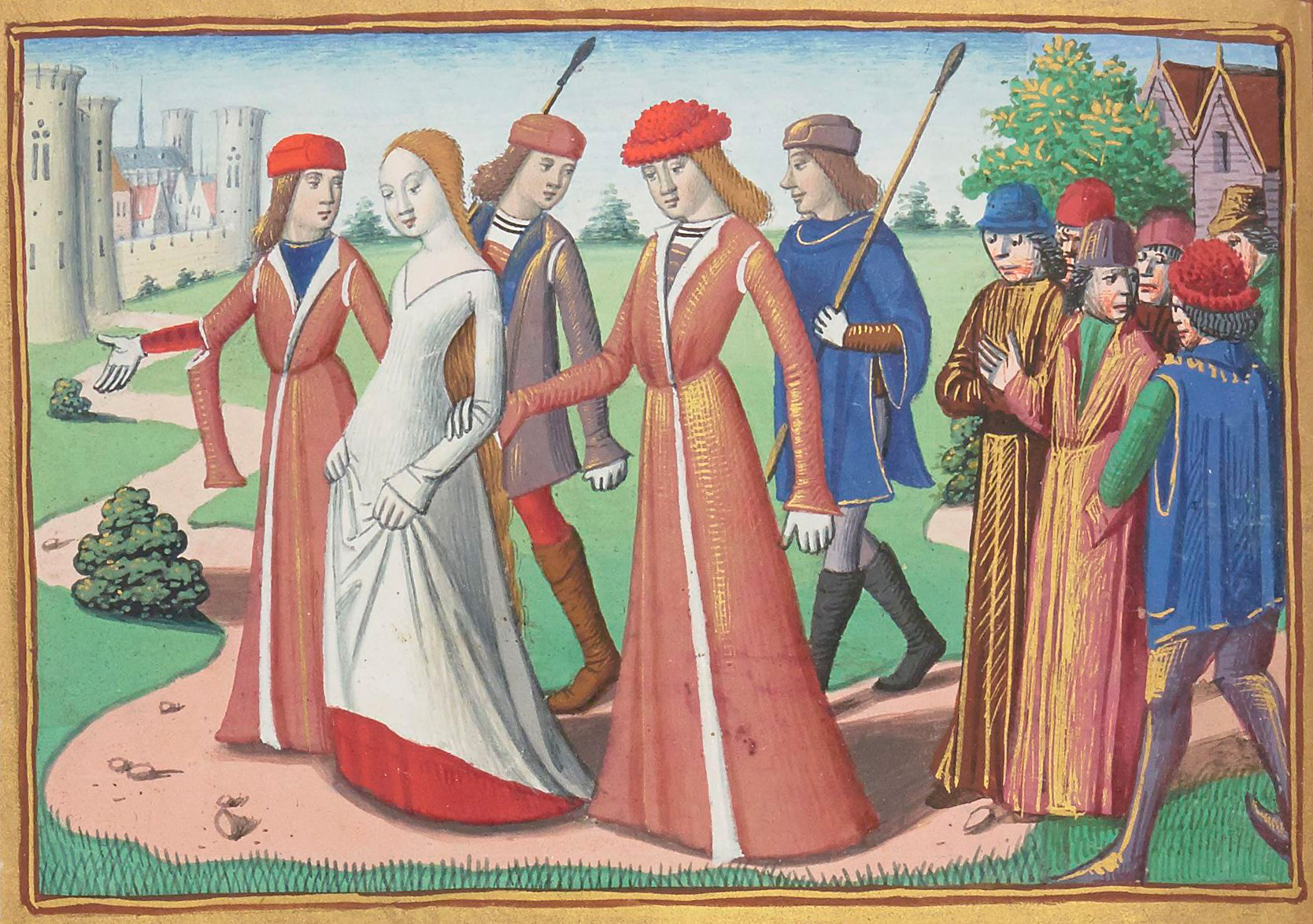
Жанна д’Арк и её судьи. Миниатюра из «Вигилий на смерть короля Карла VII» Марциала Оверньского. XV век

Однако, к XII веку в употребление постепенно стали входить более стойкие красители, проникавшие в самую глубину волокон, и вместе с тем спрос на окрашенные ткани резко пошёл вверх, возросла и требовательность к эстетической стороне применяемой цветовой палитры. Революция в общественном вкусе, пришедшаяся на это время, имела в своей основе сложный набор причин, в котором нашли своё отражение развитие самой технологии окрашивания, экономические, и даже этические соображения. Всё началось с того, что в это время была найдена рецептура получения стойкого небесно-голубого красителя, взамен мутного и не слишком привлекательного цвета, употреблявшегося ранее. Кроме того, если ранее для создания голубых и синих оттенков требовалось привозное и крайне дорогое индиго, около XII века в употребление пошло дешёвое местное сырьё, дающее вместе с тем прекрасный цветовой эффект.
Голубую краску научились получать, собирая листья вайды, обильно растущей по берегам Соммы, Эско и Гаронны. Листья толкли в ступке, превращая в однородную кашицу, которую затем оставляли бродить, подсушивали, и получившийся порошок добавляли в красильный чан. Жёлтую краску получали из резеды или чистотела, шелуха ореха окрашивала ткань в коричнево-чёрный цвет. Красную краску получали из кошенили или червеца, её же добывали из маренового корня, розовый цвет давала древесина одного из видов цезальпинии, глубокий чёрный оттенок получали, дважды погружая полотно в чан с голубой краской и затем дополнительно окрашивая его красным.

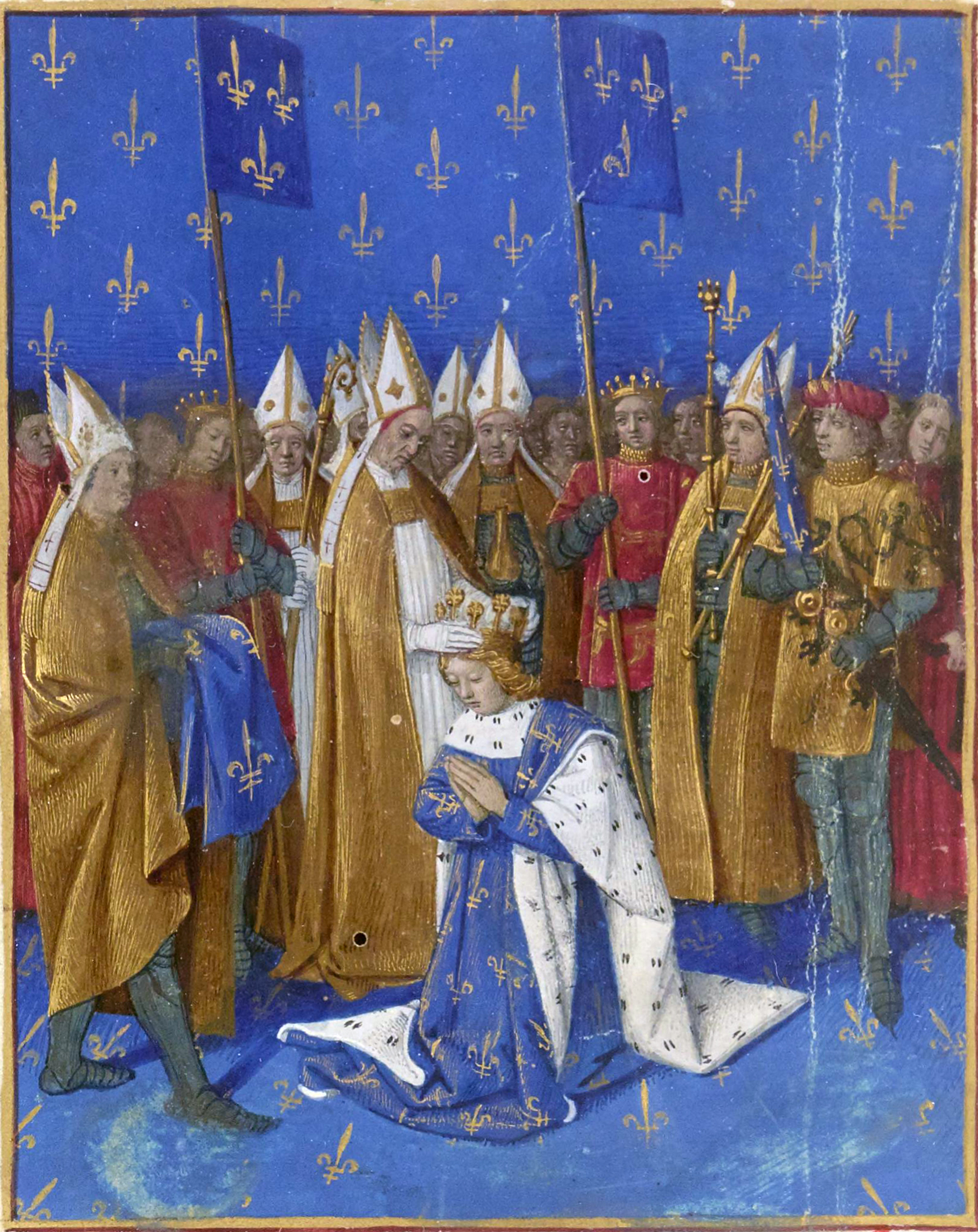
Миниатюра, изображающая коронацию короля Франции Карла VI. Миниатюра из «Больших французских хроник» Жана Фуке. XV век

Окрашивание ткани, как последний этап её изготовления, было процессом долгим и достаточно сложным. Небелёное полотно само по себе имело бежевато-коричневый оттенок. Для дешёвого крестьянского платья оно могло продаваться и без дальнейшей обработки, но если речь шла о более дорогих его разновидностях, из мастерской ткача готовые отрезы поступали к красильщикам, относившимся, как и ткачи, к суконному цеху. Чтобы добиться нужного оттенка, полотно вымачивали в чанах с красильной жидкостью, куда также добавляли квасцы, закреплявшие цвет на ткани.
На изменение общественных предпочтений наложилось также то, что голубой считался во Франции «королевским». Он издавна был «семейным» для Капетингов, использование геральдических одежд голубого цвета было принято у всех многочисленных ветвей этого рода. Голубой цвет для обывателя приобретал дополнительную привлекательность как цвет Людовика Святого, пользовавшегося в те времена небывалым почтением и авторитетом. Мишель Пастуро, посвятивший несколько работ истории цвета, обратил внимание на то, что как минимум в половине случаев популярность той или иной окрашенной ткани коррелировала с распространённостью соответствующего цвета в геральдике. Это наложило отпечаток даже на словоупотребление — имена геральдических цветов становились техническими обозначениями, используемыми в текстильных мастерских. Голубой (точнее, «лазурный», фр. azure), который в 1200 году присутствовал лишь на 5 % гербов, сто лет спустя уже употреблялся вчетверо чаще, около 1350 года количество гербов с лазурным фоном доходило уже до 25 %, и вместе с тем увеличивался спрос на голубые ткани. В дальнейшем положение временно стабилизировалось, но затем популярность голубого цвета продолжала увеличиваться, к XVI веку гербовник насчитывал уже 35 % блазонов с голубой основой. Популярность эта оказалась на редкость устойчивой и сохраняется вплоть до настоящего времени.
Высокий спрос на голубой цвет в XII—XIV веках привёл к небывалому увеличению спроса на листья вайды, которая стала в огромном количестве культивироваться искусственно. Торговля голубой краской приобрела общеевропейский размах и вылилась в ожесточённое соперничество между торговцами мареновым корнем (дававшим красную краску) и торговцами вайдой. Против соперников использовались все возможные способы борьбы, вплоть до того, что торговцы красной краской приказывали изображать чертей в церквях в голубых тонах, пытаясь подобным образом повлиять на общественный вкус. Но всё было напрасно.
Оттенки голубого символизировали преданность, справедливость, мудрость, учёность, а также верность в любви. С XII века голубой цвет стал ассоциироваться с Девой Марией, вошло в традицию использовать этот цвет для изображения её одежд. С другой стороны, голубой почитался цветом незаконного рождения или глупости.

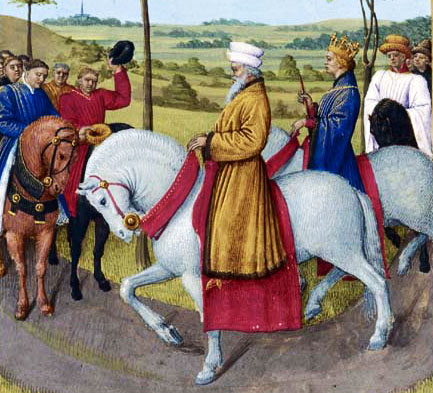
Император Карл IV. Миниатюра из «Больших французских хроник» Жана Фуке. XV век

Жёлтый наоборот, пользовался дурной славой, и хотя принцы XV века порой одевались в золотисто-жёлтое, полностью игнорируя общественное мнение по этому поводу, у низших слоёв населения желтизна ассоциировалась в первую очередь с враждебностью или изменой христианству. В жёлтое рядили еретиков (после арльского собора 1254 года эта практика стала повсеместной), одежду подобного цвета (или жёлтую нашивку) во многих городах вынуждены были носить мусульмане и евреи. Статуты некоторых городов предписывали проституткам одеваться в платье того же цвета. К жёлтому, цвету глупости, измены, безумия, питали пристрастие городские и придворные шуты. Отрицательное отношение к жёлтому цвету постепенно сошло на нет в конце XV века, однако, один из его оттенков — рыжий — до конца Средневековья считался отвратительным. О том, насколько негативные эмоции он мог вызывать, можно судить уже по тому факту, что англичанин полагал себя оскорблённым, если ему демонстрировали кусок рыжей материи.
Пурпур, в свою очередь, символизировал мудрую осторожность, сдержанность, с другой стороны — чванливость, уныние и прожорливость. Розовый и серый вошли в моду в конце XIV века, но не получили широкого распространения, оставаясь в основном цветами одежды имущих классов. Коричневый, наоборот, часто встречался в одежде слуг и людей скромного достатка.

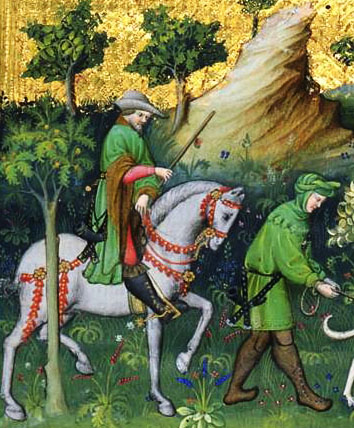
Сцена охоты на оленя. Миниатюра из французской рукописи «Книги охоты» Гастона Феба, 1405—1410 гг.

И наконец, зелёный почитался цветом пылкой юности, красоты, отваги и свободы. Так, сохранившаяся опись костюмов юных сыновей Иоанна Доброго, указывает на зелёный как на «весенне-летний» цвет, из которого полагалось шить для них лёгкое платье, предназначенное для тёплого времени года, в то время как «зимними» цветами полагались алый и синий. С другой стороны, с ним ассоциировалась беспорядочная жизнь, безумие, ветреность и расточительство, в общем, любое нарушение привычного порядка. В романах артуровского цикла, в зелёное постоянно одевается рыцарь Тристрам (или Тристан) Лионесский, несчастный возлюбленный королевы Изольды. Несколько французских городов, в частности, Марсель, предписывали проституткам носить зелёное платье. Однако, несмотря на все отрицательные ассоциации, с ним связанные, этот цвет стал исключительно моден в конце XIV века.
Но особенно нетерпимо Средневековье было настроено к полосатым тканям. Подлинная причина подобной антипатии до конца неясна, более того, она была уже не совсем понятна даже для людей той эпохи. Для объяснения привлекалась, конечно же, Библия, где заповедь «не носить разные ткани» (в современную эпоху толкующаяся как запрет на соединение в одном платье растительного и животного материала) в те времени понимался как запрет рисунка из разноцветных полос. Мишель Пастуро, посвятивший специальное исследование истории полосатых тканей, выдвигает для этого запрета ещё одно оригинальное объяснение. Зрительное восприятие средневекового европейца привычно было к чтению гербов, которое начиналось с фона, и далее поднималось вверх по фигурам, от самой крупной к самой мелкой детали. Полосатые ткани невозможно было рассмотреть подобным образом, они вызывали замешательство и мельтешение в глазах. Так это или нет до конца неизвестно, однако следует сказать, что в Средневековье существовала стойкая традиция изображать в полосатой одежде падших ангелов, врагов христианства и прочих столь же малоприятных персонажей. Полосатое платье было в обиходе исключительно среди шутов, подчеркивавших таких образом свою маргинальность, вызов, бросаемый «благонамеренному» обществу. Для того, чтобы сделать этот вызов ещё более шокирующим, шуты зачастую облачались в зелёно-жёлтую гамму, вплоть до конца XVI века ассоциировавшуюся в глазах обывателя исключительно с помешательством. И наконец, графиня Маго Артуа своим указом от 1328 года прямо запретила ношение полосатых тканей.
Интересно, что с подобными запретами прекрасно уживалась двуцветность, вошедшая в моду ещё в XII веке, и просуществовавшая до конца позднего Средневековья. По этой моде полагалось надевать узкие чулки — шоссы противоположных цветов (например, одну чёрную, другую белую), или носить верхний камзол или, как его тогда называли, пурпуэн, сшитый из двух противоположных по цвету половин. Особенно щегольски смотрелся вариант, когда чёрной (или красной) шоссе сопутствовала белая половина пурпуэна или наоборот. Как правило, выбор цветов для костюма такого типа для дворянина должен был соответствовать основным цветам его герба. Зачастую одну из половин дополнительно украшали вышивкой. Всевозможные эксперименты по смешиванию цветовых оттенков в одном костюме особенно были характерны для итальянской моды XIV века, которой стремились следовать также высокопоставленные французские дворяне.

## Бельё
Средневековое бельё выполняло сразу несколько функций. Во-первых, оно призвано было защищать верхнее платье от пота, жира и прочих выделений тела. Это было достаточно важно, так как при высокой цене платья, неизбежной при ручном его изготовлении, подобная защита требовалась обязательно. С другой стороны это верхнее платье, зачастую достаточно грубое и жёсткое из-за вшитой в него золотой и серебряной нити, при соприкосновении с кожей, царапало и раздражало её, так что некая прослойка представлялась совершенно необходимой. И наконец, тёплое бельё, особенно в зимнее время года, также было необходимо в холодной крестьянской лачуге, плохо отапливаемой церкви или за́мке. Оно состояло из двух частей — нижней рубашки или камизы и брэ, предшествовавших современным кальсонам или трусам.
Во времена, когда нагота представлялась скандальной, а лицезрение собственного тела соблазнительным и опасным для добродетели, бельё стало предметом богословских споров. В частности, в вопросе о том, следует ли носить бельё монахам, Святой Амвросий в своём произведении «Касательно обязанностей духовенства», утверждал, что ношение его обязательно, ибо сама природа «учит и направляет нас, дабы мы прикрывали некие части тела», настаивая на том, чтобы монашествующие в церкви а также во время мытья в обязательном порядке носили брэ. Это постановление оправдывалось ссылкой на книгу Исход, где Господь учит Моисея сделать для Аарона и его сыновей льняные покровы (во французском переводе Библии «льняные брэ»), для того, чтобы прикрыть наготу. Бельё, таким образом, превращалось в гарант целомудрия и скромности — однако, не все религиозные ордена приняли это установление. Так, для целестинцев ношение нижнего белья не поощрялось, и наоборот, клюнийские монахи по уставу своего ордена обязаны были иметь две пары сменных брэ и несколько пар верхней одежды и башмаков. Что касается светской жизни, камиза и брэ составляли непременную часть обряда гостеприимства — уставшему с дороги путешественнику обязательно следовало предоставить горячую воду для мытья и чистое бельё.
Вообще понимание «нижнего белья» как чего-то интимного, должного быть скрытым под верхним платьем было совершенно чуждо средневековому менталитету. Бельё представлялось такой же одеждой, как всё остальное, брэ выглядывали в разрезах чулок, а рубашку зачастую специально украшали вышивкой и камнями на рукавах и воротнике, чтобы демонстрировать её из-под верхней одежды. Ношение одного только белья без верхней одежды (конечно же, в тёплое время года), было характерно для беднейших слоёв общества. Об этом упоминает британский историк Йен Мортимер, характеризуя английское простонародье XIV века на основе документов того времени: «Крестьянин-холостяк, у которого из одежды есть всего одна рубашка и туника, обычно считает стирку одежды частью процесса мытья». Таким образом одевались нищие на парижских улицах или крестьяне во время полевых работ. Для прочих слоёв общества необходимость показаться публично босиком, в рубашке и брэ являлась показателем унижения. Подобная необходимость служила в качестве наказания или епитимьи — так, например, сохранился приказ Эдуарда III, предписывавшего заложникам из Кале прибыть к нему в знак полного подчинения босиком, одетым лишь в нижнее бельё.

Из-за ранений, полученных мною еще на заговенье, болезнь войска поразила и меня. <…> и по причине перечисленных недугов я в середине поста слег в постель, отчего моему священнику приходилось служить мессу в палатке у моей кровати; и он заболел той же болезнью, что и я. Когда он совершал освящение, то едва не упал в обморок. Увидав, что он вот-вот упадет, я, босой, в одной рубахе, соскочил с кровати, подхватил его и сказал ему, чтобы он быстро и спокойно продолжал причащение и что я не отпущу его, пока он не закончит; он пришел в себя, закончил причащение и отслужил всю мессу; но больше он никогда уже не служил ее.— Жан де Жуанвиль. Книга благочестивых речений и добрых деяний нашего святого короля Людовика / пер. М. Ю. Некрасова. — СПб.: Евразия, 2012. — 495 с. — ISBN 978-5-91852-025-3.
Поверх головы в гигиенических целях и для сохранения тепла обвязывали плат на манер тюрбана. В XIV веке, судя по всему, появляются ночные колпаки. В частности, упоминание о них (а также о спанье в камизе) содержится в «Кентерберийских рассказах» английского поэта Джеффри Чосера:

Бог ведает, что ощущала Мая,

Его в одной сорочке созерцая

И в колпаке ночном. Я убежден,

Что ей не по душе пришелся он.
Оригинальный текст (англ.)
But God woot what that may thoughte in hir herte,

Whan she hym saugh up sittynge in his sherte,

In his nyght-cappe, and with his nekke lene;

She preyseth nat his pleyyng worth a bene.
— 35. Рассказ Купца, перевод О. Румера
а также в поучении «Парижский домохозяин» или «Парижский Домострой» (фр. Le Ménagier de Paris), написанном анонимным автором от лица престарелого мужа, дающего советы своей молодой жене. В седьмом разделе первой главы упоминается, в частности, как жене следует укладывать своего мужа в постель: она должна «…поставить его обувь перед пылающим очагом, обмыть ему ноги, предложить чистые башмаки и чулки. Накормить сытно и напоить, прислуживая ему со всем почтением. После надеть на него ночной колпак и уложить его спать на чистых простынях, укрыть теплыми мехами и удовлетворить его потребности в других удовольствиях и развлечениях, интимных забавах и тайнах любви, о которых я умолчу» (старофр. …d'estre deschaux à bon feu, d'estre lavé les pies, avoir chausses et soulers frais, bien peu, bien abeuvré, bien servi, bien seignouri, bien couchie en blans draps, et cueuvrechiefs blans, bien couvert de bonnes fourrures, et assouvi des autres joies et esbate mens, privetés, amours et secrets dont je me tais).
XIV-м же веком датируются самые ранние изображения ночных колпаков: они встречаются на итальянских фресках кисти Бернардо Дадди и Меммо ди Филиппуччо. Ночной колпак Позднего Средневековья представлял плотную, невысокую шапочку с плотно прилегавшими отворотами, чаще всего белого цвета (но на вышеприведённых фресках ночные колпаки красного цвета с белой подкладкой). Данная форма ночного колпака сохранится и на протяжении XVI-XVII веков. Так, внебрачный сын английского короля Генриха VIII Генри Фицрой, изображён на своём на портрете-миниатюре в рубахе нараспашку (с тремя завязками на вороте) и облегающем и скрывающем все волосы ночном колпаке, вышитым чёрными нитями.
В XVI веке появляется ночная рубашка (её прообраз, «юбка для спальни», упоминается в 1492 году в одном из чешских документов), тогда же, наряду с ней среди дворянства и буржуазии распространяются и ночные колпаки. В частности, одним из первых английских государей, постоянно носивших в постель ночную рубашку, согласно описям имущества, был вышеупомянутый Генрих VIII.
Существовали в том числе и специальные руководства для слуг, описывавшие, как правильно готовить своего господина ко сну.
Также не существовало одежды для плавания, чаще всего купались голышом. Однако некоторые изобразительные источники свидетельствуют, что мужчины могли купаться и в брэ, а женщины — в камизах.

### Брэ
Исторически брэ (фр. braies) восходят к старинным нательным штанам, носившимся галлами в античную эпоху, в бельё они превращаются в XII веке, исчезнув окончательно под многослойной верхней одеждой. Название этого вида белья этимологически связано с braiel — тесьмой, удерживавшей их на поясе. Изначально брэ имели вид широких штанов, длина которых доходила до середины икры ноги, однако уже в следующем столетии они превратились в подобие колготок с широким основанием и узкими штанинами. Длина брэ постепенно уменьшалась, и к концу XV века они стали напоминать современные плавки, несколько заниженные на животе, для удобства ношения (отдельные экземпляры, судя по изобразительным источникам XV-XVI вв., прикрывали самый минимум, и представляли собой кусок ткани, продевавшийся под пах, промежность и ягодицы и завязывавшийся по бокам на тесёмках). Впрочем, длина эта продолжала несколько варьироваться в зависимости от особенностей климата, времени года, и сословной принадлежности их хозяина; если брэ выступали в качестве верхней одежды, их предпочитали делать несколько длиннее — до середины бедра; в этом случае они напоминали скорее короткие льняные шорты. Если хозяин брэ был слишком беден, чтобы позволить себе жиппон, на поясе брэ делались дырочки для удерживания шосс. Людовик Сварливый, страдавший от дизентерии, бывшей в те времена настоящим бичом во время походов, ввёл на время печальную моду — брэ с глубоким разрезом сзади.

Эволюция брэ
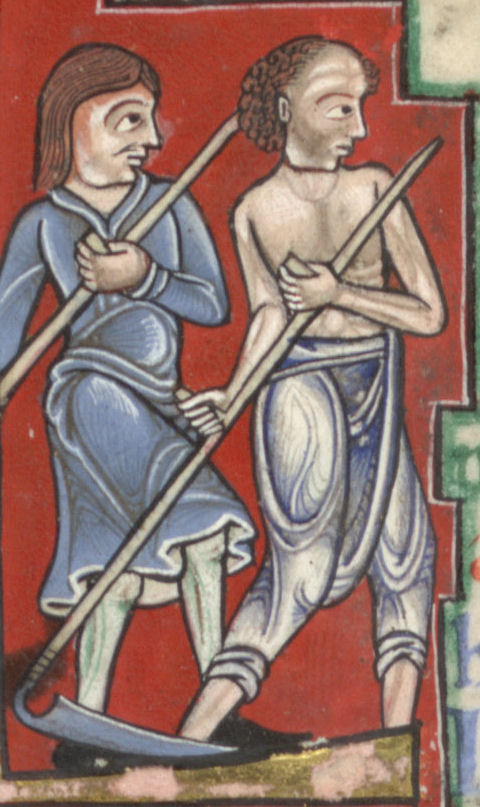
Косари, миниатюра из псалтыри 1170-х гг. из собрания библиотеки университета Глазго
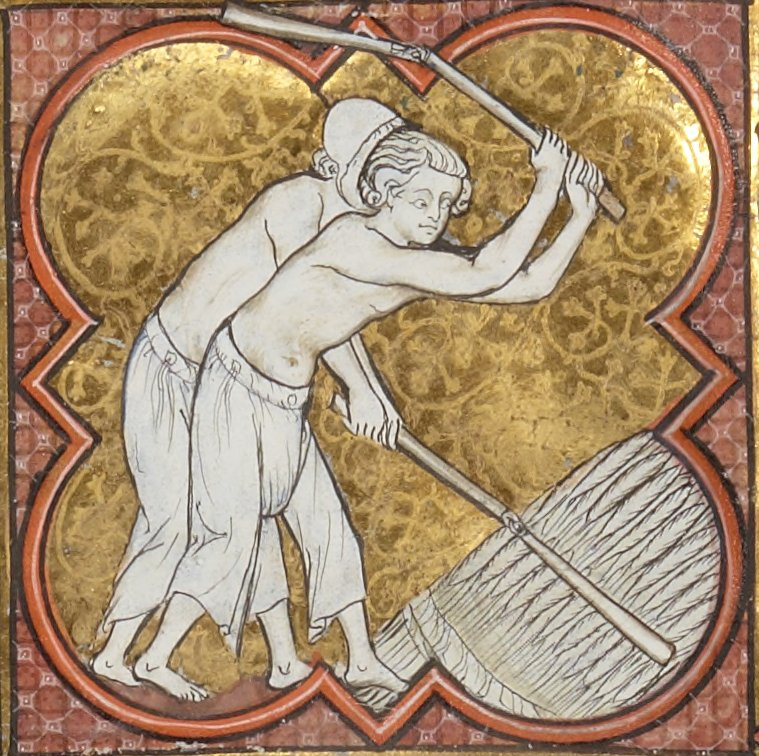
Молотьба, миниатюра из мартиролога XIII в. из собрания Национальной библиотеки Франции
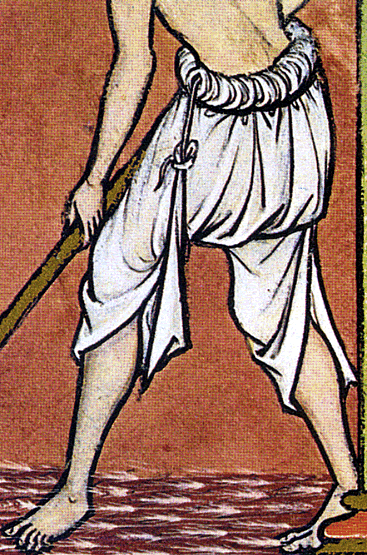
Фрагмент миниатюры из «Библии Моргана», 1240-е годы, Франция
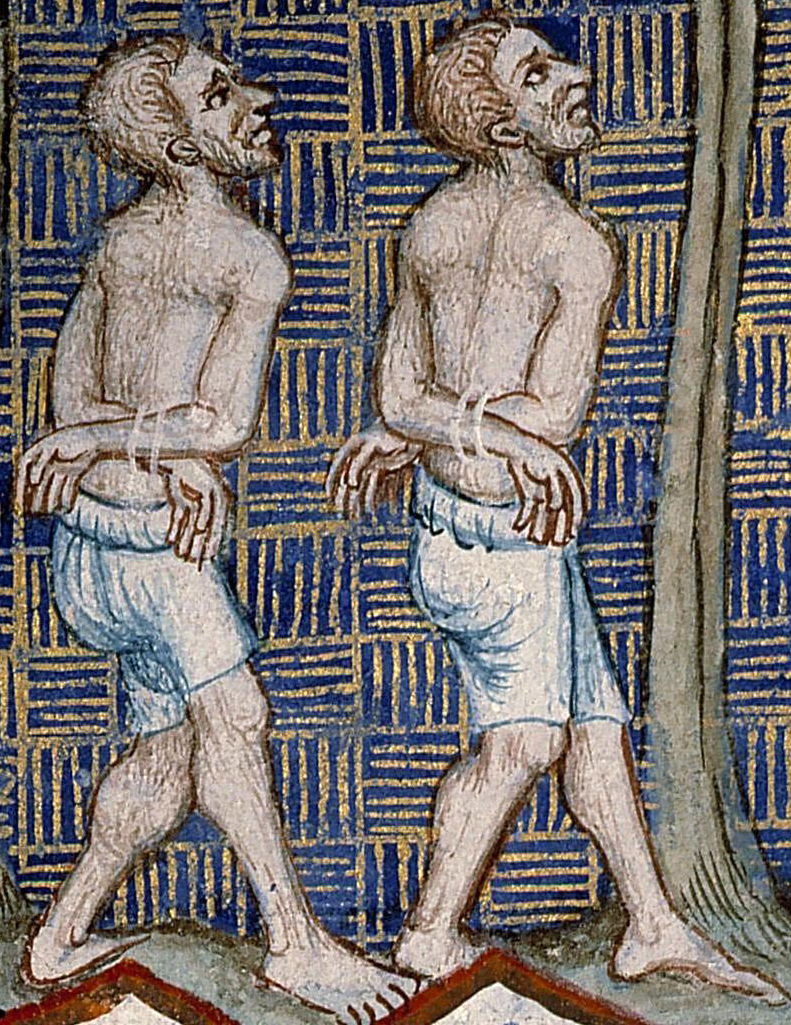
Фрагмент миниатюры из «Библии св. Женевьевы». 1370 год, Франция
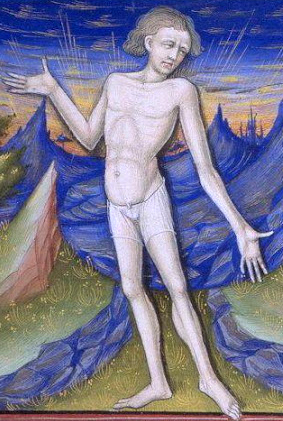
Миниатюра. 1410 год, Франция
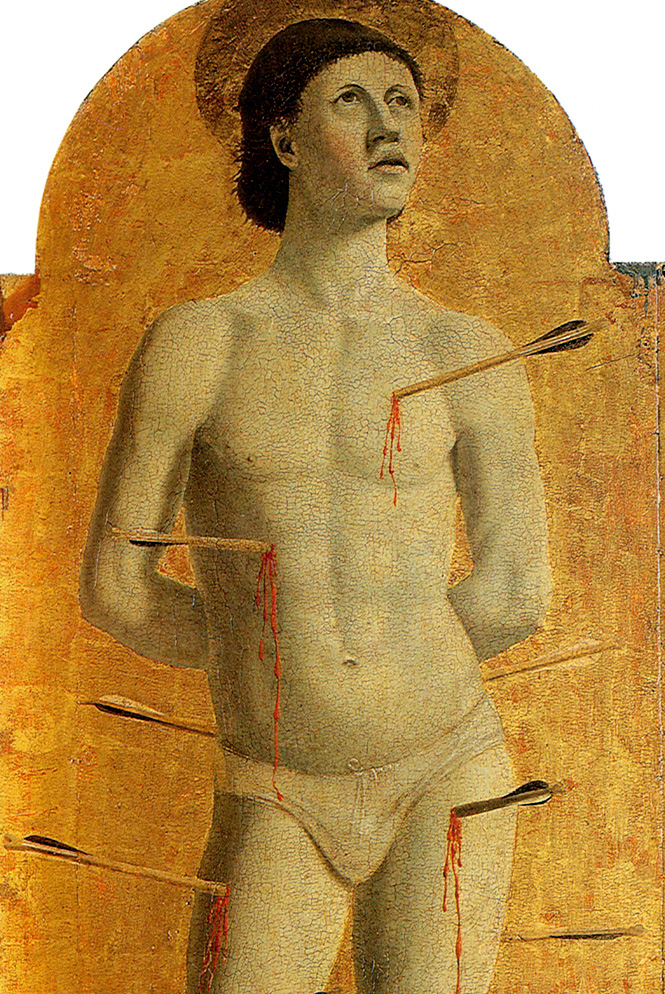
Фрагмент полиптиха Пьеро делла Франческа «Милосердная Богородица», ок. 1460
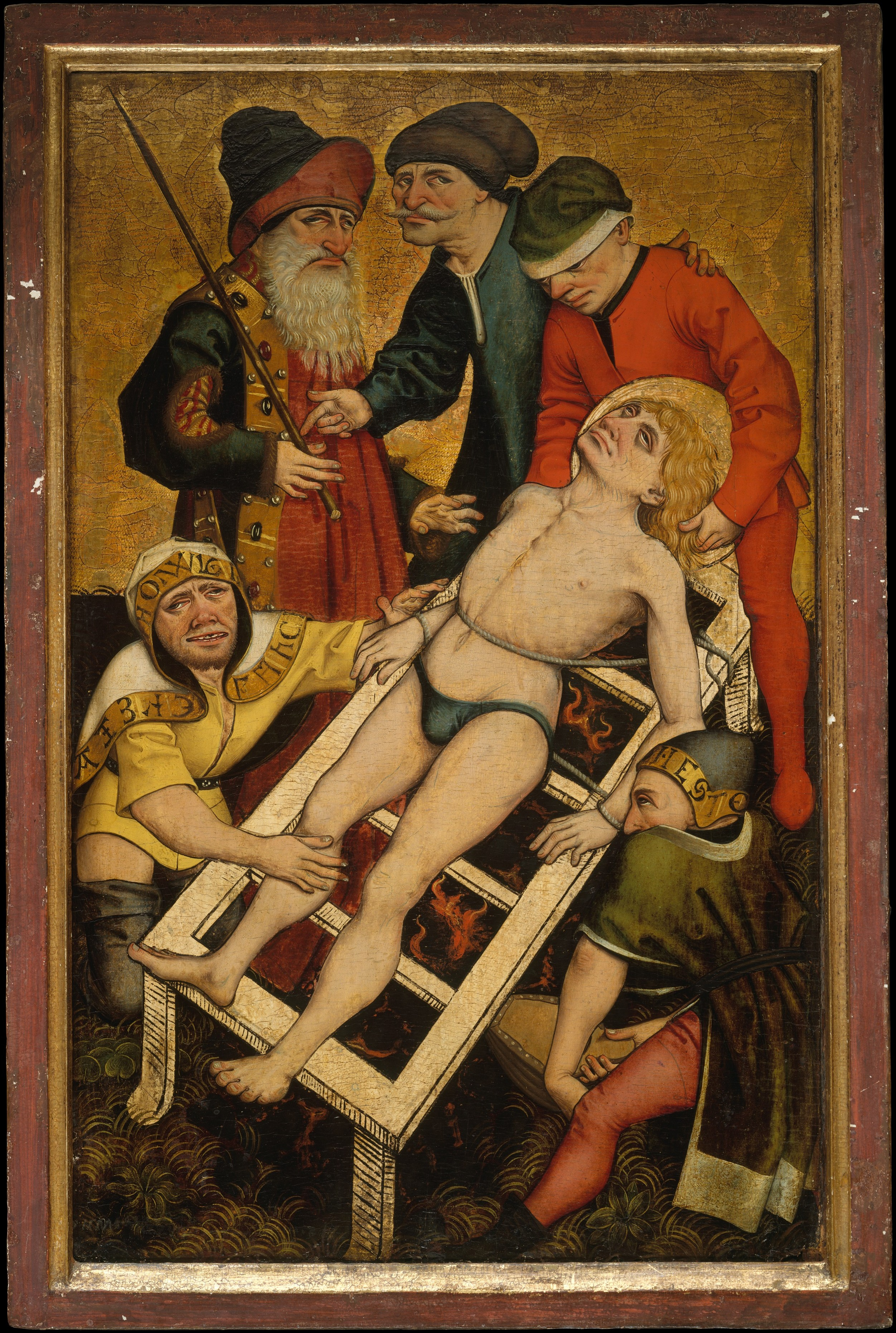
Мученичество святого Лаврентия, картина т.н. Алкмарского мастера[англ.], ок. 1465 г.
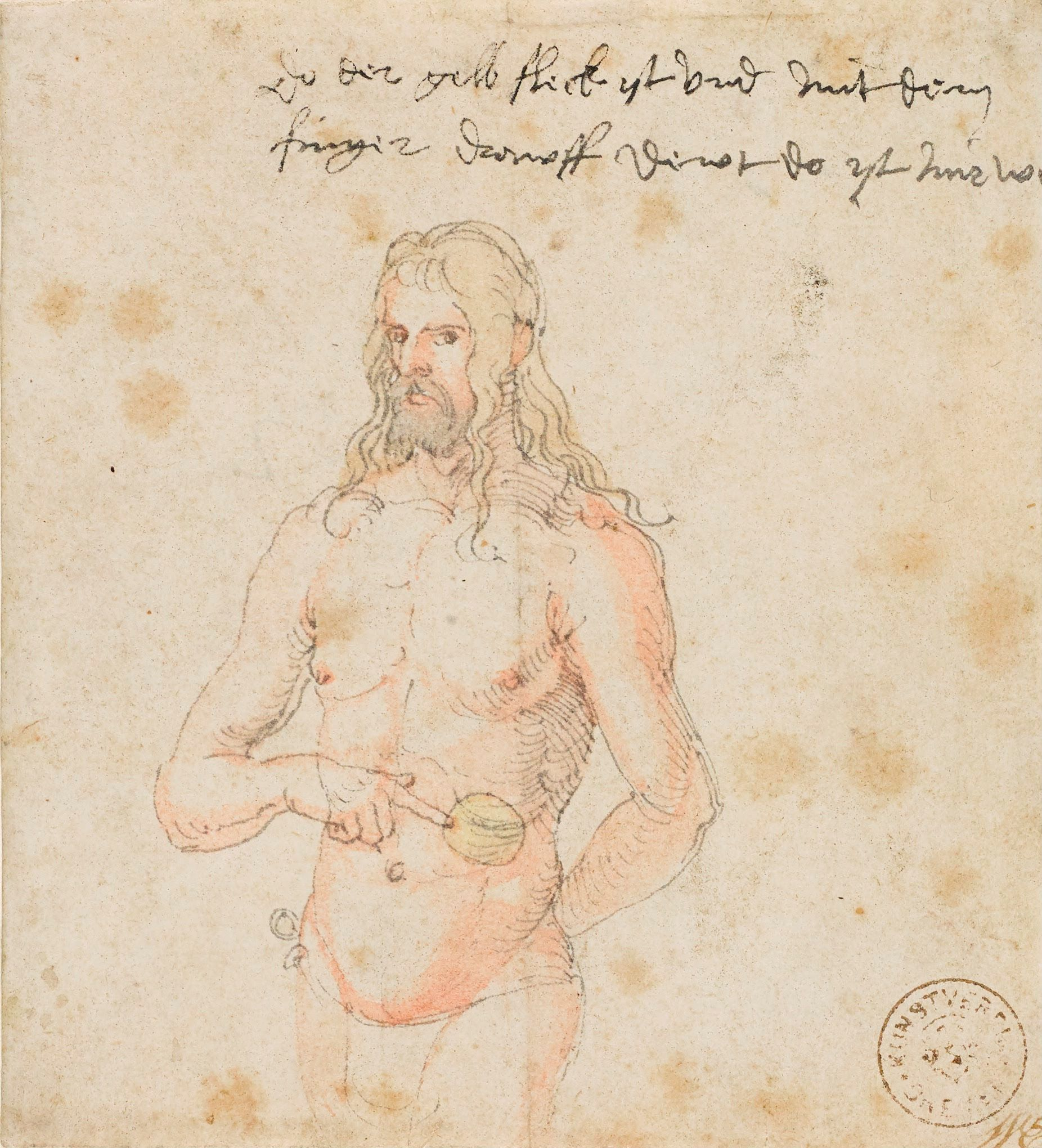
Рисунок-автопортрет Альбрехта Дюрера в одних брэ, указывающего на свою больную селезёнку, ок. 1509-1511 г.
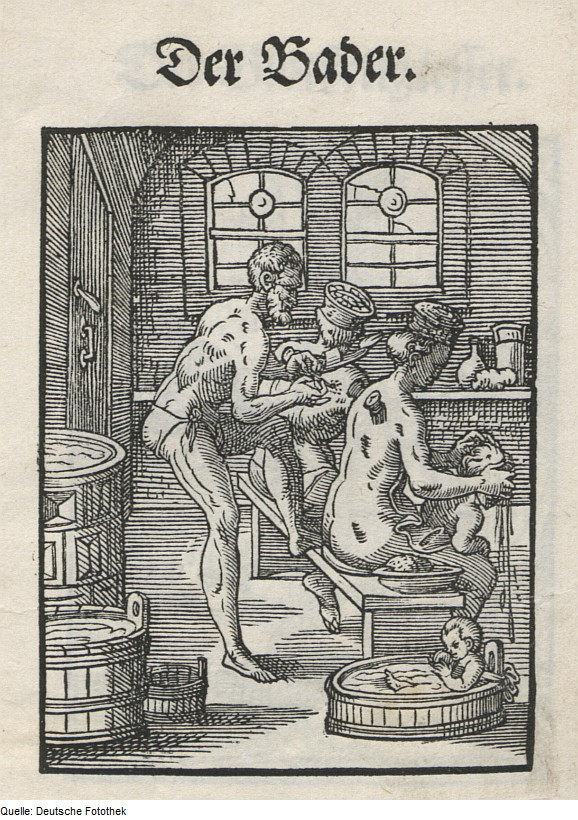
Проставление банок в женской бане, гравюра из книги «Das Ständebuch», 1568 г., банщик-мужчина — в коротких брэ

Во времена более древние распространены были кожаные брэ, но в XIV—XV веках основным материалом для изготовления брэ был лён, как правило, ткань перед пошивом белили (хотя на изобразительных источниках XV-XVI веков, преимущественно на территории Священной Римской Империи, встречаются брэ тёмных цветов — чёрные и тёмно-синие). Встречались, однако, шерстяные и хлопковые брэ, знать могла позволить себе и шёлковое нижнее бельё. Обычай предписывал часто менять брэ, стирать их должен был сам хозяин, впрочем, при достаточных средствах, он мог нанять для этой цели специальных мужчин-прачек (так, сохранилось распоряжение короля Эдуарда IV Английского касательно жалования для подобного рода наёмного работника). Женщины, из соображений приличия, к стирке мужского белья не допускались.
По-видимому, брэ был исключительно мужским предметом одежды, и женщины не носили нижнего белья (в частности, женщину задравшую подол своих камизы и котты, под которыми ничего нет, можно заметить на миниатюре «Февраль» часослова герцога Беррийского). На некоторых миниатюрах и гравюрах, описывающих т. н. «перевёрнутый мир», изображены женщины, надевающие брэ, в то время как мужчины заняты типично женскими делами.
Однако в 2008 году в австрийском замке Ленгберг был обнаружен комплект из брэ и некоего подобия бюстгальтера, датируемого серединой XV века. Впрочем, не исключено, что брэ могли быть мужскими.
В эпоху позднего Средневековья обычай ношения брэ всё больше распространялся, доходя до самого низа социальной лестницы и до самых отдалённых европейских народов, ношение брэ стало показателем воспитанности и даже утончённости. Так Фруассар гордился тем, что научил ирландцев носить брэ, избавив их таким образом от грубых старинных обычаев, «приказав изготовить множество пар нательного белья и отправив таковые в дар королю и его приближённым».

### Камиза

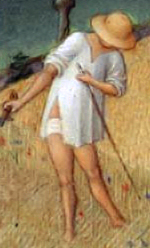
Жнец в камизе, из-под подола выглядывают брэ. Фрагмент миниатюры «Июнь» Поля Лимбурга из «Великолепного часослова герцога Беррийского», 1412—16 годы

Нижняя рубаха (фр. chemise), также известная в русскоязычных изданиях под испанским названием «камиза», также является достаточно древней по своему происхождению. Её носили равно и мужчины и женщины, однако, мужская камиза была несколько более короткой, доходя до середины бедра или до колен — единого стандарта не существовало и всё зависело исключительно от индивидуального вкуса. Женские рубахи, как правило, должны были доходить до щиколоток, в верхней части камизы могли делаться конические мешки — предшественники современных бюстгальтеров. Эти мешки были удобны тем, что позволяли зрительно увеличивать маленькую от природы грудь, закладывая внутрь дополнительные слои материи или подушечки, чтобы таким образом, получить требуемую форму и размер. Другой способ состоял в том, чтобы надеть на (или реже — под) камизу широкую повязку, целиком закрывавшую грудь и поддерживавшую её. Эта повязка также позволяла регулировать размер: слишком объёмную грудь, также бывшую не в чести, можно было визуально уменьшить, затягивая повязку. Модницы порой слишком усердствовали в этом, вызывая тревогу тогдашних врачей, безуспешно пытавшихся убедить дам, что чрезмерное давление на грудь может стоить им здоровья.

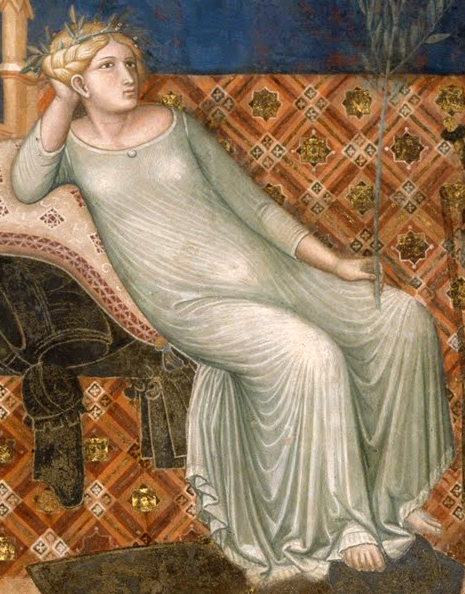
Женщина в камизе. Фрагмент фрески Амброджо Лоренцетти «Аллегория доброго правления», 1338—40 годы

Чаще всего камизы шились из полотна белого цвета, цветные камизы были крайне редки, оставаясь данью индивидуальному капризу. Для севера и запада страны более характерны были рубашки из льна, в то время как в остальных местах предпочитали пеньковое полотно, хотя встречались и хлопковые, и дорогие шёлковые камизы. Уже к концу XIV на изобразительных источниках уже присутствуют камизы, по-видимому изготовленные из лёгких или полупрозрачных тканей.
Крой камизы оставался достаточно простым и непритязательным — вместе сшивались передняя и задняя половины, горловина чаще всего была V-образной и достаточно широкой, к воротнику пришивались короткие тесёмки также белого цвета или пуговицы. Существовали, впрочем, и более дорогие разновидности с широким запахивающимся воротником. Рукава были неизменно длинными, доходя до запястий, в зависимости от вкуса мастера или заказчика, их делали широкими или наоборот — узкими, заканчивающимися манжетой. Горловину и манжеты порой украшали вышивкой, с расчётом на то, что эти части будут выглядывать из-под верхней одежды, особенно эта мода распространилась в среде богачей в конце XV века.
Первоначально покрой женской камизы был идентичен покрою верхней рубахи, котты, и камиза обладала длинными рукавами. Однако впоследствии появляются камизы без рукавов и на бретельках.
Изготовление нижнего белья считалось в те времена занятием чисто домашним. Волокно пряли и затем ткали и шили в богатых домах служанки, или специально нанятые с этой целью женщины, в бедных — жёны и дочери хозяев. По замечанию Флорана Вениеля, посвятившего специальную работу мужской одежде французского Средневековья, это было одно из немногих занятий, с помощью которого женщина могла заработать себе на хлеб.
В эпоху куртуазного рыцарства распространено было «испытание камизой» (в русскоязычных изданиях также «испытание рубашкой») перед которым отступали порой даже самые смелые. Суть испытания состояла в том, чтобы выйти на турнирное поле навстречу копьям и мечам противников в одной лишь нижней одежде, вместо доспехов надев на себя нижнюю рубаху любимой. Многочисленные ранения храбрецу были обеспечены, и все же находились горячие головы, принимавшие вызов.
Также одну лишь камизу в качестве рабочей одежды использовали женщины-банщицы.

## Нижняя одежда

### Шоссы
Разновидности шосс
Разновидности шосс
Слово «шоссы» (фр. chausses) этимологически связано с глаголом «chausser» — «обувать» или «надевать на ноги». Шоссами в Средневековье принято было именовать носившиеся в обтяжку на ноге узкие чулки, привычные как для мужчин, так и для женщин, с единственной оговоркой, что во втором случае они скрывались под длинным платьем, а в первом выставлялись на всеобщее обозрение. В начале своего существования шоссы делались из двух кусков ткани, сшивавшихся между собой, позднее их стали шить из одного узкого куска, соединяя края швом, располагавшимся сзади. Шоссы обычно кроили так, чтобы основная нить приходилась по диагонали, таким образом обеспечивалась и плотность, с которой они прилегали к ноге, и определённая эластичность. В качестве материала для шосс мог использоваться лён, шерсть или даже шёлк. Для того, чтобы получить эффект максимального обтягивания, шоссы не закреплялись тесьмой на поясе. Вместо того, в их верхней части проделывали отверстия, через которые они с помощью шнурков плотно прикреплялись к жиппону или, (при отсутствии такового) к поясу брэ. В помещении мужчины зачастую снимали обувь, оставаясь в одних шоссах, в которых было удобно перемещаться по коврам или по паркету.
Желание во что бы то ни стало продемонстрировать красивую форму ног привело к тому, что знать, в особенности после Столетней войны, когда стремление превзойти противника на поле боя сменилось стремлением перещеголять друг друга в роскоши, стала отдавать безусловное предпочтение цельным шоссам, по форме напоминающим современные плотные и узкие колготки. При том, что материал того времени отнюдь не отличался эластичностью и плохо растягивался, погоня за модой оборачивалась порой достаточно комичным результатом — шоссы стесняли движения, более того, попытка сесть на слишком низкое сидение приводила к тому, что они рвались. Важной деталью любых шоссов являлся брагетт (фр. braguette) — откидной клапан, который вошёл в обиход с появлением металлических кованых доспехов. Он получил распространение по всей Европе и в различных вариациях сохранялся в мужском костюме до конца XVI — начала XVIII века.
Куда более свободными были раздельные шоссы, представлявшие собой два чулка, отдельно привязывавшиеся к нижнему камзолу — жиппону или брэ. Верхняя часть, как и в предыдущем случае, плотно прилегала к баске жиппона, образуя с ним одно целое. И наконец, существовали шоссы «с клином» или «хвостом» (à queue), верхняя часть которых специально зауживалась чуть выше середины бедра, и к жиппону привязывался только клин, в то время как слева и справа от шоссы выглядывали льняные брэ. Подобный способ ношения шосс был скорее характерен для низших классов. Зачастую его можно увидеть на миниатюрах, изображающих слуг владетельных сеньоров. Для удобства ношения, верхнюю кромку шосс постепенно стали укреплять дополнительной подкладкой. Около 1480 года также появились «бульвары» (boulevards) или «о-де-шоссы» (haut-de-chausses) — короткие штаны с манжетой, скрывавшие верхнюю часть шосс, однако, свою окончательную форму эта мода приняла уже в следующем, XVI веке.
Если современные мужчины в жару снимают рубашку или закатывают её рукава, оставаясь в брюках или шортах, в Средневековье снимать предпочитали шоссы, оставаясь исключительно в камизе и брэ (а порой и просто — в брэ). Существовал, впрочем, и промежуточный вариант, когда раздельные шоссы спускались вниз, и на середине икры скручивались в плотный валик, поддерживающийся на ноге подвязкой, в то время как нижняя часть оставалась на своём месте. В результате получалось нечто, напоминающее современные гольфы (chausses à). Этот способ ношения шосс полагался крестьянским и зачастую вызывал насмешки имущих классов.
В целях экономии к нижней части носка шоссов пришивалась толстая кожаная подошва. Это позволяло не носить полноценную обувь.
Привычка надевать «одежду на одежду» сказалась в ещё одном способе ношения шосс, когда одна пара надевалась на другую, причём нижняя натягивалась полностью, а верхняя скручивалась на ноге на манер гольф. Этот способ хорошо согревал ноги и в то же время зачастую использовался в качестве разновидности для работы: плотный внешний валик не позволял веткам в лесу или острой стерне в поле рвать и портить «основные» шоссы.
Ещё одну — локальную — разновидность шосс, изобрели для себя фламандские рыбаки. Внешний дизайн рыбацких/моряцких шосс напоминал современные брюки; их делали широкими, сшивая между ног, в то время как с боков оставались привычные «клинья». Рыбацкие шоссы доходили только до щиколотки, и носка не имели. Остальные же виды заканчивались носком, плотно облегавшим ступню; впрочем, бедные классы чаще довольствовались шоссами, сходными с современными рейтузами, где носок заменялся широкой полосой, охватывавшей ступню поперёк. В случае, если в шоссах ходили без обуви, их подошва часто изготовлялась из кожи. В XIV веке в моде были длинные и острые концы шосс, выдававшиеся далеко вперед, для сохранения формы их набивали шерстяными очёсами (222). Женские шоссы всегда имели вид «гольф» и держались на ноге ниже колена посредством подвязки — короткой ленты, завязываемой крест-накрест.

### Котта

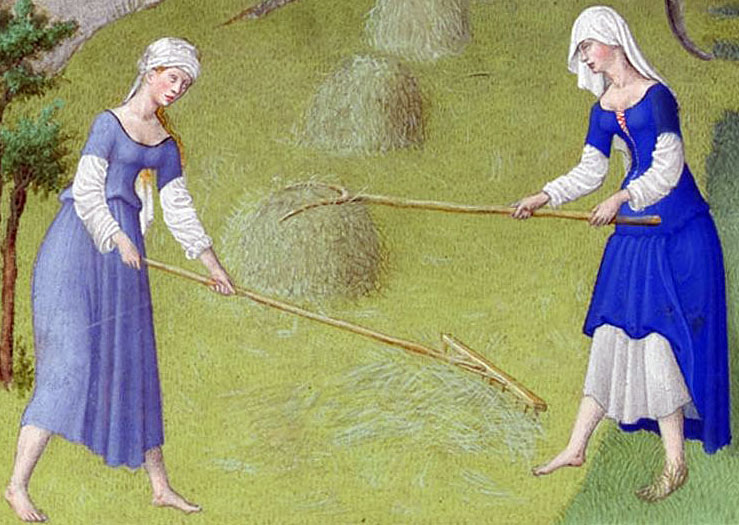
Косарки в коттах. Фрагмент миниатюры «Июнь» Поля Лимбурга из «Великолепного часослова герцога Беррийского», 1412—16 годы

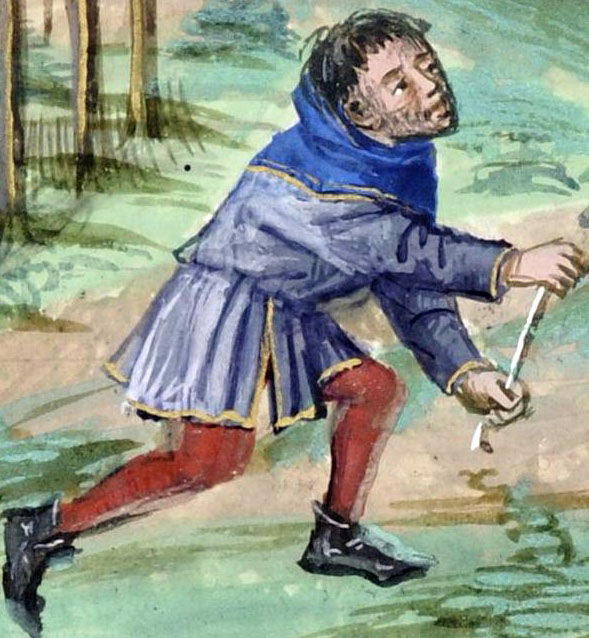
Охотник в синей котте. Фрагмент миниатюры из «Les Livres du roy Modus et de la royne Ratio» Генриха де Феррьера, ок. 1455

Мужская шенса или котта (фр. chainse ou cotte) представляла собой просторную рубаху из шерсти, льна, рами и т. д., носившуюся поверх камизы. Обычно котта доходила до середины бедра и подпоясывалась кожаным ремнём. Простой и непритязательный крой котты не претерпел никаких изменений в течение веков; котта оставалась «вне моды», меняться мог лишь материал, из которого её шили, а также цвет. С середины XIV века мужская котта окончательно вытесняется пурпуэном и остаётся в употреблении только у крестьян или беднейших слоёв городского населения.
Женская котта напоминала собой платье с короткими рукавами, в то время как из-под них продолжались рукава камизы, и обычно доходила до щиколотки. Мода позднего Средневековья, предписывающая женскому платью иметь низкий лиф и плотно облегать грудь, не обошла и котту. Одним из вариантов женской котты со шнуровкой спереди была соркани (фр. sorcanie). В ней шнуровка спереди не сходилась полностью, под неё подкладывалась вставка из прозрачной ткани, украшенная вышивкой. Такой вариант был в моде до середины XV века.
Крестьянки, вынужденные одеваться самостоятельно, без помощи камеристки, стали снабжать котту шнуровкой на груди или на боку (для чего к платью прикреплялись небольшие металлические кольца). Подобная котта также могла называться «корсетом» (фр. corset). Крестьянская котта, насколько о том позволяют судить изображения, была одеждой чисто домашней или будничной, использовавшейся на полевых работах. Мужская дворянская котта носилась как нижняя одежда, сверху же надевалось сюрко или жиппон. Котта знатной дамы или зажиточной горожанки была нижним платьем, поверх которого носилась роба или сюрко. Если котту шили из обычной ткани, то её подол мог быть украшен вышивкой, как и низ рукава, или по низу пришивали полосу из более дорогой ткани. Для того, чтобы она могла плотно сидеть на теле, на спине шёл вниз длинный ряд пуговиц. Часто это говорило окружающим о том, что дама может позволить себе служанку, которая помогает ей одеваться.

### Жиппон, или дублет
Слово «жиппон» (или жюппон, фр. gippon ou jupon) означает воинский нижний камзол или поддоспешник, надевавшийся непосредственно на камизу. Оно рано стало смешиваться в повседневной речи с гражданским нижним камзолом — «дублетом», или верхним камзолом — пурпуэном, который также мог порой носиться в качестве нижнего платья. По этой причине возникла путаница, не разрешённая и поныне. Из того, что известно с достаточной вероятностью, жиппон, появившийся в XI веке, изначально выполнял роль поддоспешника, и представлял собой плотно прилегавший к телу стёганый камзол или куртку. Само название подобного платья возводится к эпохе Крестовых походов; предполагается, что подобным образом во французский язык вошло название мавританской аристократической одежды «аль-джуббы». Шился жиппон всегда из двух или более слоёв плотной материи — это могла быть бумазея, хлопок, шерсть; два слоя разделяла подкладка или набивка из шерстяного волоса (в более дорогих разновидностях могли использоваться и шёлковые очёсы). Это же одеяние также было известно как гамбезон (фр. gambeson, от gamboisé «набитый, подбитый»). Герберт Норрис, автор исследования о средневековой одежде, полагает, что для пешего войска жиппон мог использоваться и вместо доспеха, как «стёганка» (jacque), так как достаточно хорошо защищал тело от рубящего или колющего удара.
В XIV веке жиппон как разновидность стёганого доспеха употреблялся исключительно пешими воинами, в то время как рыцарская конница продолжала носить его под сюрко или сюркоттой — нарамником, надевающимся поверх доспеха. В это же время жиппон стал частью гражданской одежды, и вслед за коротким камзолом-котарди стал узким, приталенным, повторяющим очертания тела. Для создания требуемого эффекта его снабжали шнуровкой, располагавшейся сзади или сбоку. Жиппон мог выступать в качестве геральдического платья, в этом случае он, как правило, украшался гербами владельца, но гораздо чаще он исполнял роль нижнего камзола, носившегося под пурпуэном. Именно тогда его перестали отличать от подобного же одеяния, именовавшегося «дублетом» (то есть «двойным» от французского doublet). В своей гражданской разновидности жиппон (или дублет) имел вид жилета или камзола (наличие или отсутствие рукавов определялось исключительно вкусом владельца). Безрукавая разновидность могла также называться «жилетом», слово в те времена уже существовало. Ношение жиппона как верхней одежды вошло в моду около 1340 года — в этом случае он изготовлялся из бархата или сатина, и часто имел пышные широкие рукава. Ремесленники или разнорабочие могли надевать жиппон на верхнюю одежду в том случае, когда предполагалось выполнение работы, потенциально пачкающей одежду.
Но в то же время жиппон продолжал носиться и в качестве нижнего платья, подобные жиппоны продолжали шить из полотна или хлопчатобумажных тканей или из кожи. Из-под верхней одежды виден был, как правило, стоячий высокий воротник, порой из-под хука выглядывали рукава. Основная функция дублета (или жиппона) состояла в том, чтобы поддерживать шоссы. Для этой цели в нижней его части специально прорезывались отверстия, через которые продевались витые шёлковые или шерстяные шнурки с металлическими наконечниками. Длина таких шнурков обычно варьировала от 2 до 4 см. В некоторых моделях шнурки вшивались в нижнюю кромку. Количество шнурков или дырочек для шнуровки колебалось от двух до одиннадцати пар — от их количества зависело то, насколько плотно сидели шоссы. Наиболее частой моделью был жиппон с девятью парами, причём две располагались спереди, три — с каждого бока, и последние две — на спине, справа и слева от центрального шва. В более поздних разновидностях жиппоны для удобства крепления стали делать отрезными, с баской. Само слово «жиппон» окончательно вышло из употребления около 1420 года, и нижний камзол окончательно получил имя «дублет». Этот дублет продолжал существовать до эпохи Людовика XV, когда окончательно был вытеснен жилетом.
Женский вариант жипа или жиппона (фр. gippe, фр. gippon) представлял собой узкую блузу без рукавов либо с короткими рукавами, украшенную вышивкой. Для более плотного облегания фигуры в боковых швах делали шнуровку. Существовала также нижняя безрукавка сходная с жиппоном, в этом случае подобное платье носило название пелисона (фр. pelisson). Этот пелисон представлял собой плотный шерстяной жилет, который мог надеваться на котту в холодное время года.

### Пурпуэн
Пурпуэн (фр. pourpoint) в средние века это простёганная на вате плечевая одежда, которую надевали под доспехи. Поэтому в XIII веке его покрой соответствовал конструкции доспеха.
С 1340 года пурпуэн становится светской верхней одеждой, что привело к изменению в его покрое и длине. Благодаря отрезному лифу он плотно облегал фигуру. Второй особенностью нового пурпуэна становится баска различной длины. Она могла быть широкой и закладываться по талии крупными складками или узкой — в этом случае её собирали из отдельных деталей в форме трапеции. Пурпуэн в различных вариациях с отрезным лифом и баской в мужском костюме существовал вплоть до середины XVII века.
К концу XV века пурпуэн из костюма знати переходит в одежду горожан и ремесленников.

## Верхняя одежда

### Котарди
Cotehardie можно дословно перевести как котта «смелого», или даже «дерзкого» покроя. Порой эту разновидность мужского камзола называли коттой, тем самым усиливая путаницу — жиппоном. Последний вариант наименования использовался в случае, когда котарди использовали в качестве поддоспешника. Котарди являлось исключительно одеждой феодалов и часто шилось из дорогих тканей. Это первое из плотно сидящих на теле одеяний возникло в начале XIV века. Котарди представлял собой камзол длиной до середины бедра, сшивавшийся из четырёх частей — двух задних половинок, соединённых спинным швом, и двух передних, с отрезным воротником, спускающимся углом на спину.
Для того, чтобы котарди плотно сидел на теле, подчёркивая каждую его линию, сверху вниз шёл длинный ряд пуговиц. Порой котарди делали разрезным на бёдрах, и боковые края баски также соединялись одной или двумя пуговицами. Около 1325 года в моду вошёл котарди с широкой и свободной баской. Для этого типа одежды характерен был низкий пояс, опускавшийся на бёдра. Этот пояс часто делался из кованых либо чеканных пластин и по желанию владельца мог украшаться гравировкой, чернением или драгоценными камнями.
Рукава котарди были короткими и узкими, не доходящим до локтя; в этом случае далее — до запястий продолжались рукава специально надеваемого под котарди короткого камзола, с длинным рядом пуговиц от локтя до запястья. Порой котарди делался настолько узким, что надеть и снять его без посторонней помощи было невозможно. Также интересной особенностью раннего котарди были длинные ленты из льна, сукна или шёлка — tippets шириной около 7,5 см, длиной до полутора метров, всегда белого цвета. Эти ленты обшивались вокруг рукава чуть выше локтя, и свешивались вниз, порой и волочась по земле; особенное значение придавалось тому, чтобы ленты всегда казались идеально ровными и ни в коем случае не сминались. Для того, чтобы достичь подобного эффекта, снимая с себя котарди, их зажимали между двумя деревянными досками. Эти ленты, составлявшие любопытную особенность котарди, во второй четверти XIV века украшались фестонами, в аристократической среде они постепенно вышли из моды около 1350 года, но ещё какое-то время были в употреблении в городской среде и окончательно исчезли около 1380 года. Котарди мог делаться двухцветным (в этом случае двухцветными также могли делаться рукава нижнего камзола), украшаться вышивкой, иметь подкладку — в этом случае грудную часть дополнительно набивали, чтобы грудь визуально казалась широкой и сильной. В городской среде котарди был несколько шире и удобней, баска могла спускаться до середины бедра, пояс делался кожаным и узким . Ближе к концу XIV века котарди обзавёлся широкими рукавами на манжете, или широкими и длинными откидными рукавами, пояс стал размещаться на талии.
В женском варианте котарди представлял собой длинное платье, с низко вырезанным лифом (для того, чтобы он не соскальзывал, на плечах — а для симметрии и на груди — могли укрепляться броши). Верхняя часть котарди должна была вплоть до талии очень плотно охватывать фигуру, для достижения подобного эффекта её снабжали одновременно шнуровкой на спине и рядом пуговиц на груди. Рукава могли быть короткими, тогда из под них виднелись рукава нижнего платья, либо верхний рукав крепился к рукаву котарди булавками. Как и в мужском варианте, рукава могли быть с типпетами у локтей, а также и длинными, заканчивающимися манжетой, доходившей до пальцев — последний вариант вошёл в моду к середине XIV века. Для того, чтобы рукава сидели плотно, их также могли снабдить рядом пуговиц от локтя и вниз или шнуровкой. Женскому котарди также полагался низкий пояс из литых или чеканных пластин. Широкая, расклешенная юбка состояла из множества клиньев, что заставляло ткань собираться в крупные складки, позади юбка переходила в длинный шлейф. У этой юбки была интересная особенность — спереди, там, где в современном варианте были бы карманы, вырезались два прямоугольных отверстия. Засунув в них руки, юбку можно было легко приподнять для ходьбы или бега. Вслед за мужским, женский котарди мог изготовляться двухцветным — в этом случае платье разделялось визуально на четыре части — две половины переда и две половины спинки, и каждая четверть (не исключая рукавов) делалась контрастного цвета. Например, половине белого переда соответствовала чёрная половина спинки и наоборот. И наконец, котарди можно было носить сам по себе, но для полного парадного выхода к нему полагался плащ.
Мужской вариант котарди исчез в конце XIV века, женский просуществовал ещё сто лет, перейдя на положение нижнего платья, носящегося под сюрко, или же, лишившись пышных украшений, превратился в достаточно скромное верхнее платье с широким рукавом, с разрезом чуть ниже локтя, из-под которого продолжались рукава котты.

### Сюркотта и сюрко

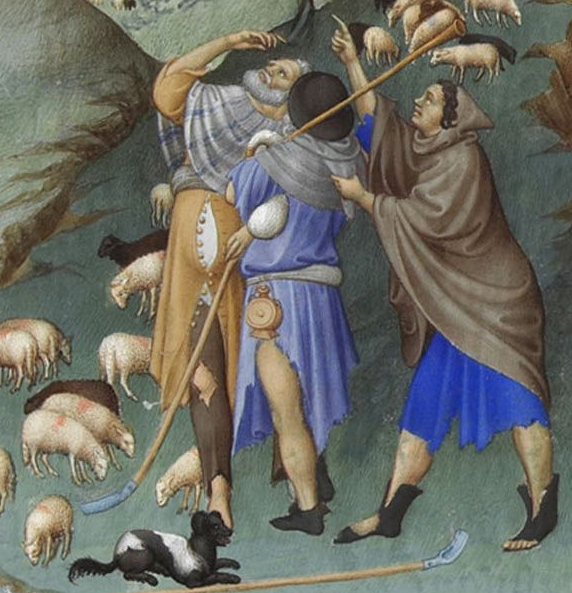
Пастухи. Миниатюра братьев Лимбургов из «Великолепного часослова герцога Беррийского», 1410—1413 годы

Сюркотта (фр. surcotte или surcote, дословно «на-котту», «поверх котты») в словоупотреблении почти немедленно смешалась с формой мужского рода «сюрко» (фр. surcot), причём оба слова стали полностью синонимичны. О сюрко известно, что этот тип одежды появился в XI веке и представлял собой изначально верхнюю рубаху или нарамник, носившийся поверх воинских лат, которые таким образом предохранялись от загрязнения, а во время Крестовых походов и от перегрева. В гражданском варианте мужская сюркотта превратилась в крестьянском быте в широкую и плотную верхнюю рубаху, доходившую до середины икры или до лодыжек, сюркотту чаще всего снабжали длинным рукавом, узким или широким, присобранным у манжеты — выбор зависел исключительно от владельца. Сюркотту охотно надевали пилигримы, это верхнее платье прекрасно защищало и от холода, и от непогоды. Дворянская разновидность сюркотты (или сюрко) имела вид короткой рубахи с широкими короткими рукавами, из которых виднелись длинные рукава котты. Сюркотта могла украшаться орнаментом, вышивкой, драгоценными камнями — всё зависело, опять же, от вкуса и кармана владельца. Сюркотта обязательно подпоясывалась, порой снабжалась капюшоном.
Женский вариант сюрко представлял собой верхнее платье, как правило, без рукавов и не имевшее пояса, с глубокими вырезами на боках, доходившими до середины бедра. Такой вариант сюрко назывался пелотос (исп. pelotos). Считается, что он пришёл в европейский костюм из мавританского и в неизменном виде просуществовал с XIV—XVI века как церемониальная женская одежда. Для того, чтобы сюрко плотно облегало верхнюю часть тела, как требовала мода того времени, сзади — обычно ближе к левому плечу — располагалась идущая сверху вниз серия крючков. Другой разновидностью женского сюрко было плотно прилегающее платье с достаточно узкой юбкой, без пояса, с разрезными рукавами, открывавшимися несколько выше локтя.
Дольше всего просуществовало королевское сюрко. Оно сохранилось как официальная одежда королев до начала XVI века, и было распространено по всей Европе. Удлинённый лиф сюрко не имел боковых частей и спереди украшался чеканными пластинами. Юбка сюрко была широкой и имела форму круга. По верхнему краю она отделывалась широкой тесьмой или мехом, как и глубокие проймы. Дополнялось сюрко обычно мантией, подбитой мехом горностая.

### Уппеланд

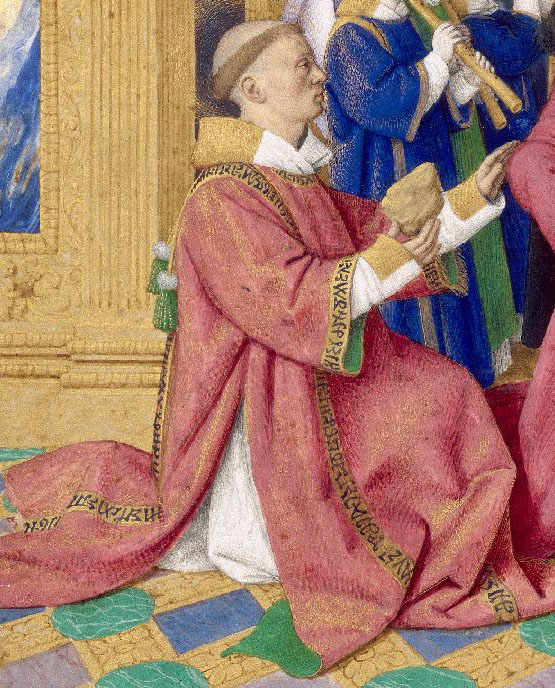
Св. Этьен в уппеланде. Фрагмент миниатюры из «Часослова Этьена Шевалье» Жана Фуке. 1452—60 годы

Происхождение слова «уппеланд» неясно. Порой его возводят к наименованию шведской провинции Уппланд (швед. Uppland), иногда полагают, что это искажение итальянского наименования подобного платья le pelando, в южно-французских диалектах превратившееся в lou pelande, испанскому hopa (одеяние с широким рукавом) или даже к искажённому средневековому английскому hop-pâda (мантия, пальто). Так или иначе, уппеланд или упеланд появляется около 1360 года, переживает свой пик между 1390 и 1410 годами и окончательно исчезает около 1420 года, уступая место робе.
Уппеланд стал фактически первым вариантом по-настоящему верхней плечевой одежды. Поверх упеланда не надевали уже ничего. Уппеланд был одеянием чисто дворянским, действительно, трудно представить себе крестьянина или ремесленника в длинном широком одеянии, доходящем до пола с широкими треугольными рукавами, имеющими немногим меньшую длину. Чрезмерно длинное одеяние в чём-то было противоположностью господствующей моде на короткое или ультракороткое платье, но в скором времени уппеланд сам стал укорачиваться. Вначале появилась его «полудлинная» (bâtard) форма, доходившая до середины икры или до колена. Полудлинный уппеланд использовался для верховой езды, прогулок или танцев. Затем шут Карла VI Энселен Петух (Haincelain Coque) додумался до того, чтобы и вовсе отрезать длинные полы, так что конечный результат едва-едва прикрывал бёдра. Это новое веяние было немедленно подхвачено молодёжью, причём эта разновидность позднего уппеланда стала именоваться энселленом или эселеном (haincelain, haicelain) в память о своём изобретателе.

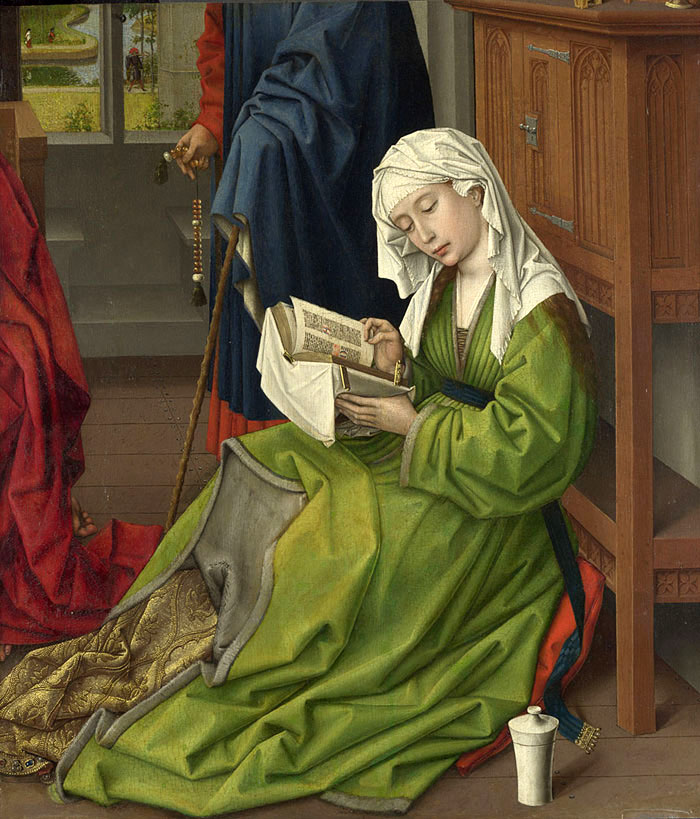
Мария Магдалина в уппеланде на запрестольном образе Рогира ван дер Вейдена «Читающая Мария Магдалина», до 1438 года

Под уппеланд надевался пурпуэн или котарди, однако современники шутили, что из-за обилия ткани, драпирующей тело, со спины невозможно было определить — кто перед тобой, мужчина или женщина. Уппеланд мог изготовляться из шерсти, атласа, бархата, шёлка. Характерной его особенностью следует считать двуслойность. Верхний и нижний слои обязательно должны были контрастировать между собой по цвету, например, зелёный упеланд мог иметь алую подкладку, а ярко-алый — синюю. Вместо тканевой подкладки употребляться могла замша, или же упеланд подбивали бобровым мехом, горностаем или шкурками серой белки. Рукава, как правило, украшенные фестонами, обязательно выворачивались наружу, демонстрируя цвет и фактуру нижнего слоя ткани. Широкий пояс, собиравший ткань в пышные складки, также мог подбираться в тон нижнему слою или просто шился из того же материала. Воротник уппеланда — высокий, стоячий, порой приобретал гротескную форму, доходя до подбородка и до ушей. В разных моделях уппеланд могли делать с единственным отверстием — для головы, и более-менее длинным прорезом на груди, который следовало застегивать на одну или две пуговицы, или распашным, прорезанным впереди сверху донизу, снабжённым длинным рядом пуговиц, с прорезями на боках — до колен или даже до бёдер. Уппеланд украшался с исключительной пышностью — золотым или серебряным шитьём и драгоценностями. Порой по всему полю располагались вензеля владельца с коронами или без, инициалы его дамы, элементы семейного герба. Уппеланд мог также дополняться капюшоном с широкой пелериной. Модники начала XV века по желанию могли снабжать свои уппеланды связкой бубенчиков, протягивавшейся через грудь от одного плеча к другому или свисавшей по диагонали вниз на манер перевязи.
Женский уппеланд, появившийся около 1390 года, был на пике моды около 1420 года. Его популярность была настолько высокой, что молодые девушки не редко использовали уппеланд в качестве подвенечного платья. Для подобных случаев его шили из шёлка и других легких и нарядных тканей. Ближе к середине века уппеланд постепенно забылся, но ещё в течение 15 лет ему отдавали предпочтение пожилые дамы. Формой своей женский уппеланд мало отличался от мужского, единственным значительным отличием было, по-видимому, то, что женский уппеланд никогда не имел разрезов ни впереди, ни по бокам. Длинный воротник, который у мужчин был, как правило, стоячим, в женском варианте часто раскладывался по плечам. Этот воротник, как и отвороты рукавов, зачастую был белого цвета, чем достигалась характерная для уппеланда контрастность. Высокий пояс носился под грудью и завязывался на спине. Женский уппеланд вызвал неоднозначную реакцию в обществе, порой его считали слишком роскошным, но на моде эти воззрения не сказывались.

### Хук, пальто, мантия

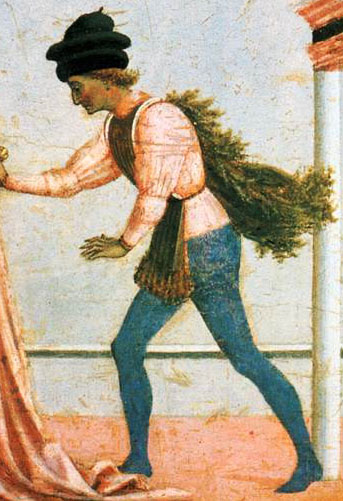
Мужчина в хуке, подбитом мехом. Фрагмент пределлы алтарь в церкви Санта-Лючия-деи-Магноли «Мученичество св. Лючии» кисти Доменико Венециано, ок. 1445

В первой половине XV века Франция испытала на себе сильное влияние итальянских мод. Возможно, это было связано с притязаниями Карла Орлеанского на герцогство мантуанское, которое он собирался наследовать по смерти своего дяди Филиппо Висконти. Планы эти никогда не осуществились, зато во Францию пришёл типично итальянский круглый плащ — хук (фр. huque, hucque или heucque). Предполагается, что в самой Италии хук был в начале своего существования женской накидкой, но в скором времени перешёл в распоряжение мужчин. Этот плащ военного кроя носился, однако же, гражданскими лицами. Для его изготовления из ткани вырезался круг, в котором делалось отверстие для головы, после чего от внешней кромки к горловине делалось две прорези, отстоявшие друг от друга на величину, равную трети длины окружности. Прорези делались с таким расчётом, чтобы при надевании целая часть покрывала плечи. Более узкая часть полученного таким образом хука закрывала грудь, широкая — спину. Длина варьировалась, определяясь исключительно вкусом и кошельком заказчика. Хук мог доходить до середины бедра, до колен или даже до голеней, переднюю часть иногда присобирали, так что сверху вниз шли крупные складки. Хук надевался сверху на пурпуэн, причём рукава пурпуэна выглядывали наружу с обеих сторон. Хук можно было носить как свободно, так и с поясом, под который заправлялась передняя часть — способ ношения зависел исключительно от вкуса владельца.
Во Франции эта одежда считалась дворянской, ассоциируясь большей частью с праздничным выходом, парадом или торжественным въездом сеньора. Однако, по мере распространения, хук переняли горожане, приспособившие это простое в изготовлении платье и для повседневной жизни. Дешёвые хуки делались из шерсти, более дорогие модели могли изготовляться из сатина, бархата, с подкладкой из ткани, порой хуки подбивали мехом. Цвет зависел исключительно от вкуса изготовителя и заказчика, зачастую цвет хука подбирался так, чтобы коррелировать с модным головным убором — шапероном. Нижняя кромка могла быть вырезана, или вместе с боковыми разрезами оторочена мехом или расшита узорной нитью. Само полотно порой вышивали — тёмно-зелёный хук, подаренный Жанне д’Арк жителями Орлеана, был расшит золотой нитью, причём основным мотивом для орнамента служили крапивные листья, и подбит куньим мехом.
Около 1436 года в моду стала постепенно входить иная разновидность круглого плаща, также итальянская по происхождению. Это пальто, или точнее, палето (paletot), около 1447 года окончательно вытеснившее хук и заменившее его в роли парадной одежды, ливреи или военного плаща. Возможно, переходной формой от хука к пальто служила разновидность последнего, в которой боковые разрезы хука сшивались снизу и до середины бока, оставляя огромного размера отверстия для рук. Для того, чтобы получить пальто, к подобной одежде стали пришивать короткие, не доходящие до локтей рукава или (этот вариант известен больше) рукава в виде колокола, широкие и очень длинные, которые, однако, прорезали почти до плеча, так что наружу по-прежнему выглядывали рукава пурпуэна. Палето просуществовало приблизительно до начала 1460-х годов.
Более коротким вариантом верхней одежды аристократии было сэ (фр. saie). В эпоху Римской Империи это был просто плащ галлов, но в период Средневековья сэ представляет собой недлинную мужскую верхнюю одежду с широкими рукавами, просуществовавшую в таком виде до конца XV века.
Ещё одной разновидностью верхней одежды был пелиссон (фр. pelisson). Его варианты встречаются в средневековом костюме с XII века. Это была свободная длинная или полудлинная одежда, которую носили и женщины и мужчины. Обычно пелиссон делался с длинными широкими рукавами и подбивался мехом. Мужские пелиссоны нередко делались с капюшонами.
В XIV веке пелиссоном стали называть объёмный плащ на меховой подкладке с прорезями для рук.
Королевской одеждой для торжественных случаев была мантия. Oдной из её разновидностей являлась сок (фр. socq). Это церемониальная мантия прямого покроя, подбитая мехом горностая, с пелериной небольшого размера из того же меха. В таком виде она бытовала всё позднее средневековье.

## Головные уборы
С изменением костюма изменялись и головные уборы. Мужчины и женщины носили металлические обручи c розетками в виде цветов, украшенных драгоценными и полудрагоценными камнями — шапо-де-флёр (фр. chapeau-de-fleur). Мужчины надевали шапо-де-флёр на обнажённую голову или поверх шлема на турнирах, а женщины — поверх покрывала, закреплённого под подбородок.
Распространён был головной убор, называвшийся трессуар (фр. tressoire). Это была сетка, сплетённая из металлических нитей и украшенная жемчугом или ювелирными розетками. Также он мог быть сделан из тонких металлических пластинок, которые покрывали некоторую часть головного убора.
Весьма частым головным убором аристократок был тамплет (фр. tamplete). Это было металлическое украшение, служившее основой для сложной прически из кос. Особенно тамплет был любим французскими аристократками в XIV веке и начале XV века.
Также, подражая костюму военных, носили чепец каль (фр. cale, англ. coif), завязывавшийся на тесёмки на подбородке. Первоначально это была плотно облегающая голову шапочка, надеваемая под шлем. Начиная с XIII века мужчины и женщины носят чепец-каль под теплые головные уборы при выходе на улицу (каль не только поддерживал тепло, но и обеспечивал защиту для более дорогих (и менее поддающихся стирке) головных уборов от масла для волос).
Существовал и женский аналог каля — чепец куаф (фр. coiffe). Его делали из тонкого полотна и надевали практически под любые женские головные уборы эпохи Средневековья. Особенно был распространён с IX—XIV века. Среди женщин низших сословий Франции XV века были распространены чепцы с отогнутыми краями, примером может послужить чепец, надетый на женщине, держащей свечу в миниатюре из «Stile du droit françois», на которой изображена с умирающим на смертном одре.
Особыми деталями отличались головные уборы аристократок. Тонкая белая вуаль носила название кувр-шеф (фр. couvre-chef) и крепилась к различным головным уборам дам высшего сословья в эпоху Средневековья и Проторенессанса. Вдовы во время траура носили чёрную кувр-шеф.
Существовали также головные уборы, которые носили и мужчины и женщины. Одним из таких вариантов был омюс (фр. aumusse). Он представлял собой некое подобие капюшона со швом по центру и длинными концами, которые завязывали вокруг шеи. Чаще всего омюс шился из сукна и служил защитой от дождя и ветра. Другой разновидностью капюшона был шаперон (худ, англ. hood, фр. chaperon, нем. Gugel) — довольно архаичный головной убор, распространённым как и мужчин, так и у женщин ещё с Раннего Средневековья, и представлявший собой капюшон-куколь с длинным шлыком (фр. corenette, liripipe) сзади, свисавшим на спину; и с пелериной, покрывавшей плечи, могшей украшаться фестонами. Впрочем, в исконном виде — надевая на плечи, а капюшон продевая в голову — шаперон в данный исторический использовался лишь крестьянами. Начиная с XIV века шаперон также стали носить и иным образом: отверстие капюшона для лица надевали на голову, а пелерину и шлык оставляли свисать или завязывать на манер тюрбана. В таком виде среди знати и существенного числа горожан шаперон носился во Франции в XV веке. Начиная с 1480-х годов шаперон начинает выходить из моды, и к следующему, XVI-му столетию он носится, опять же, лишь крестьянами, и в своём изначальном виде. Также шаперон как капюшон-накидку носили французские крестьяне и в XVII столетии.
Некоторые головные уборы, такие как женский атур-а-баньер (фр. atour-a-bagniere) имели каркас для поддержания нужной формы. Он был распространен в период позднего средневековья. Атур-а-баньер представлял собой высокую шапку-цилиндр с верхом округлой формы. Сверху на него накидывалась вуаль, спускающаяся с обеих сторон подобно знамёнам.

## Обувь

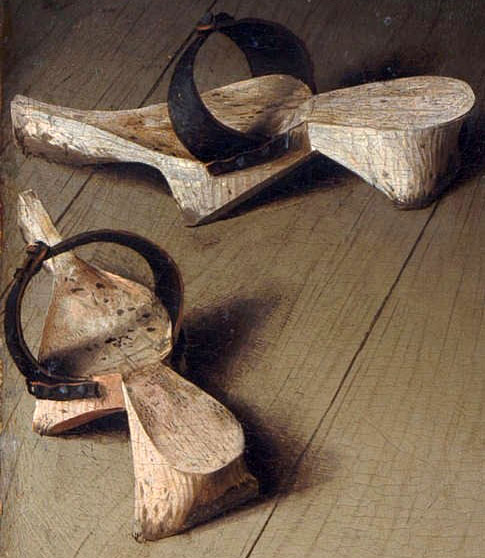
Туфли-патены. Фрагмент «Портрета четы Арнольфини» Яна ван Эйка, 1434

Как было уже сказано, во времена Позднего Средневековья мужчины зачастую обходились и вовсе без обуви, нося шоссы с крепкой кожаной подошвой. Делалось это для того, чтобы сохранить единое восприятие, которое давали ноге плотные шоссы из яркого, зачастую контрастного материала. И всё же, обувь была необходима для верховой езды, путешествия пешком по немощёным, зачастую грязным и мокрым дорогам, и для выхода за город.
Изготовлением обуви занимались корпорации башмачников (фр. cordonniers), специализировавшиеся на закрытых формах туфель, ботинок и — ближе к концу Средневековья — высоких сапог, и patiniers, занимавшиеся открытыми туфлями — пате́нами (фр. patins), которые отдалённо напоминали современные шлёпанцы или сандалии, державшиеся на ноге посредством широкой поперечной кожаной полоски, или двух полосок, прикреплявшихся к подошве крест-накрест. В середине XV века единственную полоску стали замещать двумя половинками, соединявшимися вместе с помощью пряжки. Подошва патен изготовлялась из дерева, для них полагался широкий низкий каблук; впрочем, они могли опираться и на две деревянных опоры, одна из которых исполняла роль каблука, вторая же располагалась под пальцами ноги. Из-за того, что дерево плохо гнулось и могло быть не слишком удобным для ходьбы, мастера шли на хитрость, изготовляя подошву из двух поперечных половинок, скреплявшихся между собой посредством шарниров. Впоследствии, из патенов эволюционирует кожаная обувь с деревянной подошвой и цельнодеревянные башмаки, распространившиеся во многих странах Западной и Центральной Европы.

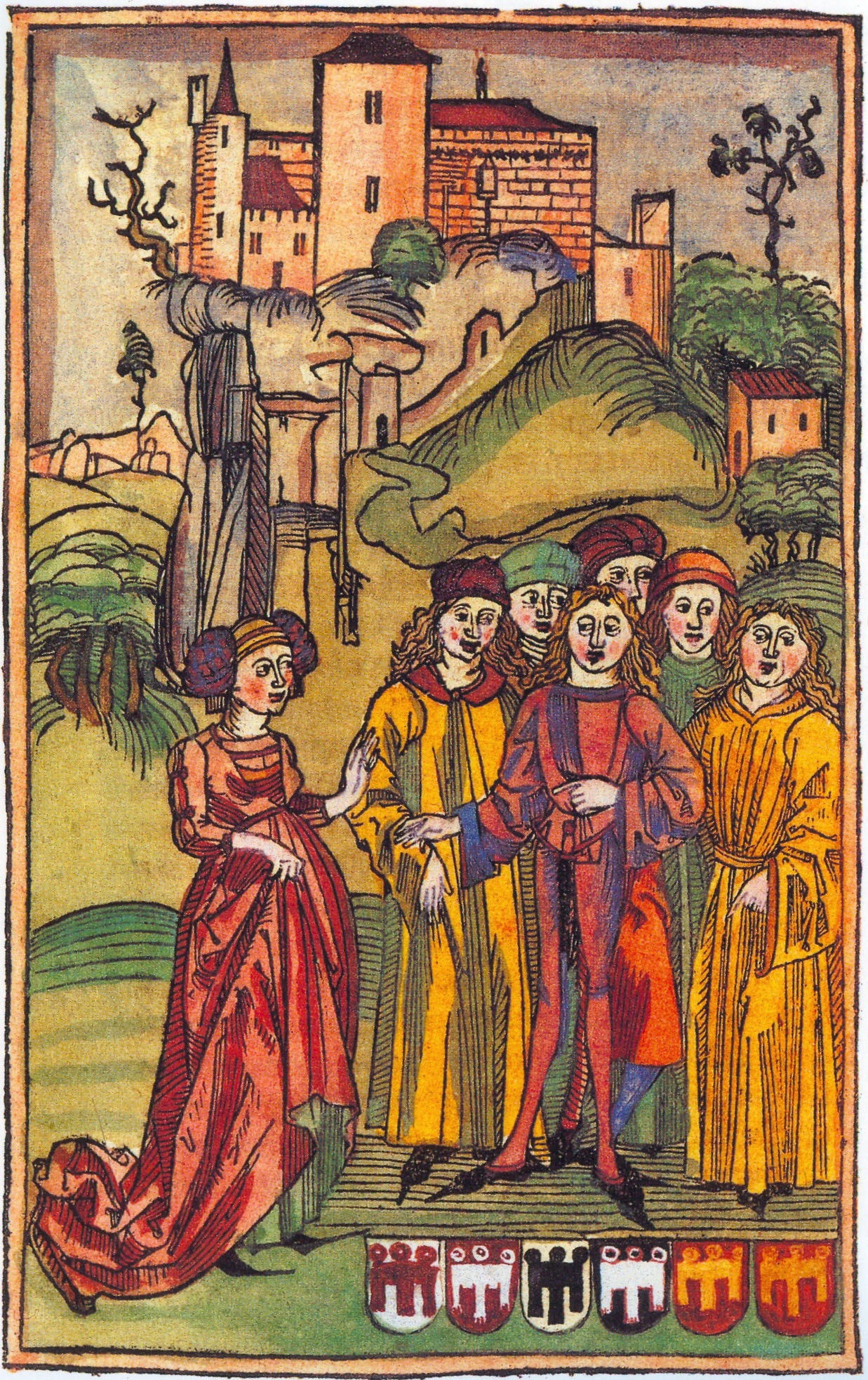
Графы фон Ротенфан. Миниатюра из «Швабской хроники» Томаса Лирера (1486)

Закрытые туфли, с вырезами и без, крепящиеся на ноге с помощью ремешка, или ботинки — низкие или высокие, доходящие до щиколотки, с боковой шнуровкой или пряжкой, могли изготовляться из сатина, бархата, парчи; туфли дополнительно украшались чеканными пряжками, вышивкой, мехом, драгоценными камнями. Подошва могла делаться как из дерева, так и из крепкой кожи. В прихожей мужчинам полагалось снять туфли, и оставить их на специальной подставке.
Однако наиболее распространены были туфли и ботинки из кожи. Наилучшее качество получалось из кожи козла, обработанной сумахом — подлинный рецепт кожевенники и башмачники держали в секрете. На втором месте стояла бычья кожа, и наконец, на последнем находилась баранья — жирная и неровная, имевшая к тому же обыкновение усыхать и сжиматься с течением времени. Её использовали, в основном, для изготовления детских туфель. Интересной особенностью моды XIV—XV веков стоит считать «пулены» (фр. poulaine) — мягкая кожаная обувь, часто без твёрдой подошвы, с очень длинными носками. Длина носка регулировалась сословными ограничениями и у дворян была существенно длиннее, чем у простолюдинов. Модники часто соединяли концы носков с отворотами башмака серебряными цепочками и подвешивали бубенчики. Чтобы носки сохраняли форму, их набивали конским волосом. Как все необычное, эти гротескного вида башмаки вызывали более чем неоднозначную реакцию, дело дошло даже до предположений, что именно эта странная мода стала причиной одной из страшнейших эпидемий в истории Европы — Чёрной смерти. По мнению моралистов, удлинённые носы пуленов рассердили Христа до такой степени, что он не нашёл лучшего средства для борьбы с подобной разнузданностью, как наслать на континент чуму.

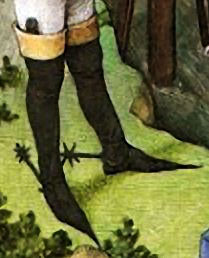
Высокие пулены со шпорами для верховой езды. Фрагмент миниатюры Бартелеми д’Эйка из рукописи «Книги любви» Рене Анжуйского, 1460—1467 гг.

Этимология слова «пулен» неясна. В дословном переводе оно значит «жеребёнок», одна из гипотез предполагает, что первоначально туфли делали из лошадиной кожи. По другому предположению, «пуленами» называли детей от смешанных браков — арабов и европейцев, каких было немало на завоеванной крестоносцами Святой земле, позднее восточная мода распространилась на Запад. Третья гипотеза предполагает, что родиной её была Польша, по-французски Pologne. Туфли подобного типа изготовлялись чаще всего на деревянной подошве; для того, чтобы кожа на длинном носке не вваливалась, его набивали куделью или шерстяными очёсами. Пулены были удобны на улице, так как длинный носок полностью принимал на себя грязь и брызги из луж, при том что в начале XV века постепенное удлинение носка достигло столь нелепых размеров, что ходить в подобных башмаках без привычки было затруднительно. Щеголи порой шли на хитрость, привязывая гротескно-длинные носы пуленов ремнями к коленям, или приказывая сапожникам специально задирать острый край подошвы. Эта любопытная мода продержалась в течение двух веков, при том что заострённые носки туфель то удлинялись, то вновь укорачивалась, но никогда окончательно не исчезали. И лишь в самом конце XV века, в моду постепенно стали входить округлые туфли, называемые «медвежьей лапой» (фр. patte d’ours). Пулены были исключительно мужской модой, женщинам, наоборот, предписывалось демонстрировать миниатюрность ноги «надевая туфли столь малого размера, сколь то возможно».
Высокие сапоги, удобные для верховой езды или выхода за город, появились в конце XV века. Шили их из мягкой кожи, причём высота могла быть как до колена, так и до середины бедра. С внутренней стороны ноги, как правило, полагалась шнуровка, высотой около 25 см. Сапоги зачастую делались с отворотами, что позволяло демонстрировать контрастный внутренний слой, носки можно было удлинить или заставить смотреть вверх. При необходимости, к сапогам крепились шпоры. И наконец, для щеголей конца Средневековья особым шиком считалось надеть один сапог как следует, у другого спустить голенище к ступне.
В средние века существовала и другая обувь, по форме близкая к туфлям, это ботт (фр. botte). Со временем понятие «ботт» стало означать любую обувь, закрывающую ногу от стопы до колен. С XIV—XIX века ботт изменяли свою форму вместе с развитием воинского костюма. Существовала также разновидность ночных туфель (обуви наподобие современных тапочек), носившая название botte de nuit. XV веком датируется появление (по крайней мере, на изобразительных источниках) кожаной обуви без задников, отдалённо напоминавших современные тапочки, и, по видимому, выполнявших те же функции. Также в XV-XVI веках в Италии появляется обувь на платформе, носившаяся женщинами, называемая чопинами или пианеллами.

## Аксессуары
Одним из самых важных аксессуаров средневекового платья был, без сомнения, поясной ремень. В одном из произведений той эпохи, бог любви, обучая юного щеголя искусству обольщения, советует ему обязательно обратить внимание то, как следует выбрать и как правильно надеть на себя поясной ремень. Два конца ремня в поэзии Средних веков символизировали рыцаря и его даму, застегивание ремня — соединение любящих сердец. Если у молодого воздыхателя не хватает средств, чтобы приобрести себе ремень, поучает его бог любви, следует экономить на чём-то ином.
Если тканые изделия, принадлежащие к Средневековой эпохе из-за разрушительного действия времени, дошли до нас в достаточно скромном количестве, то ремённые украшения или даже цельные ремни из прочной кожи находятся куда чаще. Ремни были настоящими произведениями искусства, для их изготовления требовались совместные усилия нескольких ремесленников разных специальностей: кожевенник выделывал сам ремень, медник, ювелир или специалист по олову или латуни (в зависимости от будущей цены изделия) изготовлял пряжку, накладные украшения, оковывал металлом острый конец ремня и часть, непосредственно прилегающую к пряжке, наконец — галантерейщик продавал готовое изделие. Самым сложным считалась выделка пряжки, грубые четырёхугольные формы, характерные для раннего Средневековья в XIV—XV веках сменились изящными овалами с узкой бронзовой или медной стрелкой, и обязательным верхним скользящим краем, облегчавшим надевание и снимание ремня. Накладные украшения могли быть выполнены в форме геометрических фигур, но среди них встречаются резные или чеканные орнаменты, изображения птиц и фантастических зверей, инкрустации полудрагоценными камнями. По моде того времени, длина ремня достигала двух метров, носить его следовало так, чтобы острый конец свисал с середины пояса, доходя до нижнего края платья.
Ремни были совершенно необходимы, так как в средневековом платье не было карманов, и все необходимое (за отсутствием таковых) приходилось носить на поясе. К поясу прикреплялся кинжал (так как многие города запрещали ношение иного оружия), бутылочка с чернилами и футляр для перьев у писца, коробочка с лекарствами у врача, мужская или дамская сумочка для мелочей и наконец, кошелёк. Кроме ремней, до нашего времени дошли также тканые пояса — сатиновые, парчовые, бархатные. Порой кованые и чеканные украшения покрывали подобный пояс столь плотно, что полностью скрывали под собой фактуру ткани.
Поясная сумочка, неотъемлемый атрибут костюма, лишённого карманов, также виделась богу любви как необходимый элемент для соблазнителя. Подобные сумочки для мелочей делились на несколько типов. Первой из них назвать следует омоньерку (aumonière), то есть «милостынную сумочку» от французского «aumone» — милостыня. Омоньерки, как правило, были ткаными, им придавали форму квадрата, и богато украшали инкрустациями и вышивкой. На поясе омоньерка закреплялась с помощью шнура, продёрнутого через её горловину. В этом случае верх затягивался, и сумочка визуально становилась треугольником острым концом вверх. Чтобы открыть, её в таком приходилось приподнимать и развязывать, что не всегда было удобно. Другая возможность состояла в том, чтобы продёрнуть через горловину шнур, два конца которого выходили наружу рядом с боковым швом. Для крепления к поясу в таком случае использовалась длинная тканая лента или ремень. Третьей возможностью было придать омоньерке вид маленького портфеля, запиравшегося с помощью затейливой застежки или аграфа. Через горловину пропускали медный обруч, что облегчало возможность открывания. Края дополнительно могли украшаться кистями или подвесками любого рода. Модники и модницы порой не могли удержаться от соблазна подвесить к днищу поясной сумочки бубенец. Эта мода немедленно вызвала бурю возмущения в среде моралистов, как всегда — безрезультатно. Омоньерки носили и мужчины и женщины, вторые, как правило, под верхней юбкой. В этом случае вору незаметно добраться до денег было очень нелегко, хозяйка же легко манипулировала сумочкой, приподняв край юбки при помощи troussière — длинной ленты или цепочки, крепившейся к подолу. Впрочем, стоит оговориться, что до подобного усовершенствования додумались не ранее XV века.
Омоньерка, носимая под юбкой, конечно же, наводила на вполне определённые мысли, в многочисленных гривуазных шутках Средневековья она стала эвфемизмом женской сексуальности, манипуляции с омоньеркой воспринимались как иносказание интимных отношений с женщиной. Впрочем, поясная сумочка связывалась в литературе также с любовью к деньгам, скупости — в богатой нравоучительной литературе того времени, сребролюбцы и стяжатели в аду задыхаются под тяжестью висящих у них на шее гигантских омоньерок, наполненных золотыми безантами.
Богатые омоньерки подносили в дар церквям для хранения святых мощей; часть этих даров сохранилась до нашего времени. Изготовление омоньерок было прерогативой одного из немногих в те времена женских цехов. Маленькая поясная сумочка — омоньерка, как это ни удивительно, сыграла зловещую роль в истории французской монархии. Драгоценные омоньерки, подаренные невестками Филиппа Красивого своим любовникам — братьям д’Онэ, стали решающей уликой, с помощью которых прелюбодеек удалось вывести на чистую воду. Разразившийся скандал заставил наследника, будущего Людовика Х, усомниться в том, что его единственная дочь рождена от него. Это стало предпосылкой к принятию салического закона, запрещавшего женщинам наследовать корону. Этот закон сослужил Франции недобрую службу, ибо сам Людовик Х и его братья умерли молодыми, не оставив наследников мужского пола. Династия Гуго Капета пресеклась таким образом в прямой мужской линии, и корона перешла к побочной ветви Капетингов — Валуа. Английский король, также состоявший в близком родстве с Капетингами, немедленно предъявил свои права на трон, спровоцировав конфликт, позднее названный историками Столетней войной. Первым же камушком, начавшим лавину, оказалась скромная поясная сумочка — омоньерка.
В мужском варианте та же сумочка изначально также скрывалась под платьем, но когда в начале XIV века верхнее платье стало стремительно укорачиваться, омоньерка невольно оказалась у всех на виду. Следует сказать, что искусники, умевшие отрезать кошелёк незаметно для его владельца, в те времена были весьма распространены. Эта нешуточная проблема породила появление чисто мужских разновидностей сумочки для мелочей. Первой из них следует назвать эскарсель — крошечный портфель из крепкой кожи, прикреплявшийся к поясу посредством нескольких застежек или составлявший с ним единое целое. Другой разновидностью был кошелёк, вполне сходный с нынешним. Как и омоньерку его прикрепляли к поясу длинной лентой (кожаной, чтобы её непросто было разрезать) или металлической цепочкой.

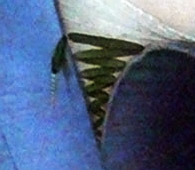
Шнуровка корсажа. Фрагмент «Меленского диптиха» Жана Фуке, 1452

Средневековый костюм также невозможно себе представить без шнурков. Шнурки были необходимы для затягивания дамских корсетов и удерживания мужских шосс, даже на рукавах вместо пуговиц порой использовались шнурки. Подсчитано, что даже в самом скромном варианте для соединения деталей костюма их требовалось не менее 6-7, длиной от 3-4 (для скрепления жиппона и шосс) до 30 см (для женского платья). Шнурки (aiguillettes) представляли собой плетёнки из шерсти или шелка, для удобства продевания шнурка через предназначенные для него отверстия или кольца на обоих концах делались длинные конические наконечники (ferrets) из меди, латуни или свинца. С этой целью, мягкий металл резали специальными ножницами и сгибали в особой форме, придавая ему вид конуса. Последняя стадия заключалась в том, чтобы надев наконечник на предназначенный для того шнурок, с силой сжать щипцами широкую часть наконечника, закрепив его таким образом на шнурке.
Аристократы же превратили наконечники шнурков практически в ювелирные украшения. Их делали из дорогих металлов и украшали эмалью, чеканкой или драгоценными камнями. С конца XV века таким образом начинают обрабатывать края лент и декоративных бантов, которые крепились в местах декоративных застёжек.

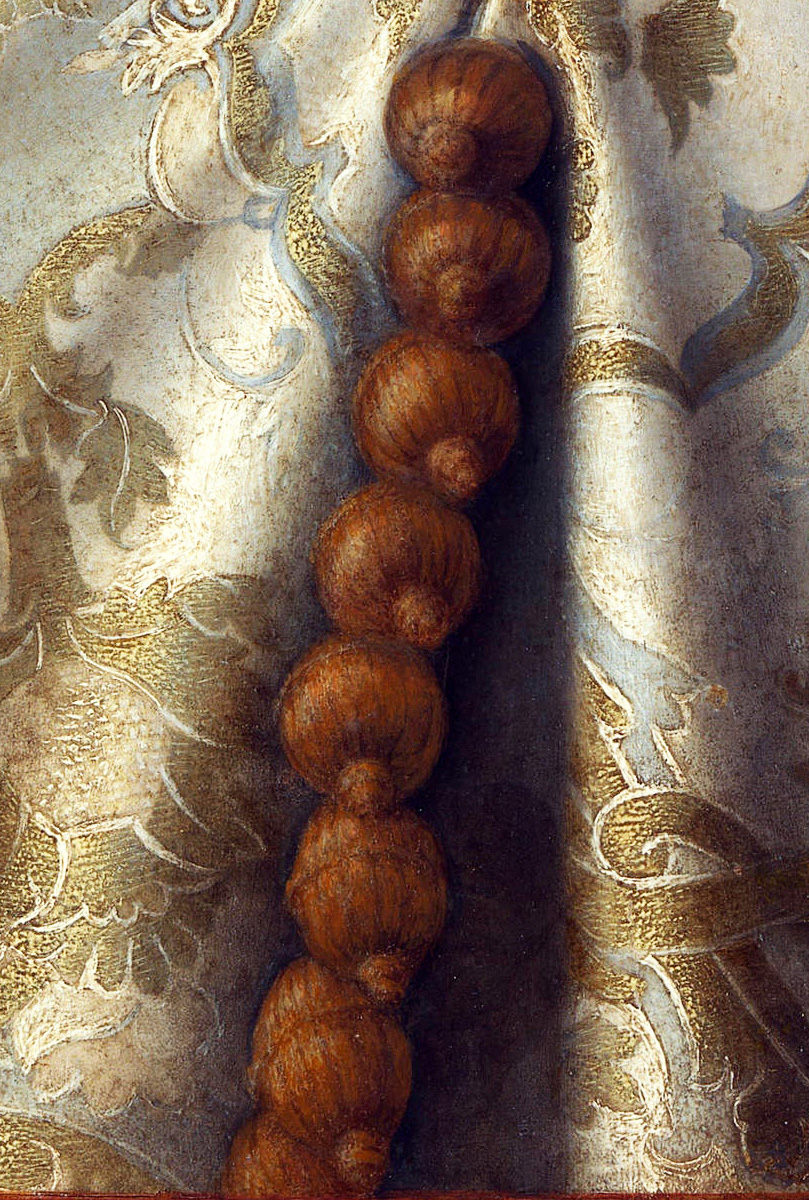
Пуговицы. Фрагмент «Портрета дожа Леонардо Лоредано» кисти Джованни Беллини, 1501

Пуговицы были также неотъемлемой частью повседневного и праздничного платья. Появившись около VIII века, они пережили свой звёздный час именно во времена Позднего Средневековья, когда погоня за модой, требовавшей, чтобы лиф платья или мужской камзол как можно плотнее прилегали к телу вызвал появление длинных пуговичных рядов, спускавшихся от головины к поясу, и спускавшихся на рукавах от локтя к запястью. Огромное количество необходимых для этого пуговиц привело к тому, что их перестали покупать на счёт, вместо того приобретая целые наборы (т. н. «бутоньерки») по десять или восемнадцать штук. Старинное название для пуговицы было noyeau, то есть «фруктовая косточка». Современное bouton — однокоренное с российским «бутон (розы)», возникает около XIV века. По виду пуговицы того времени мало отличались от современных — они представляли собой те же небольшие кругляши с дырочками для продевания нити (количество дырочек варьировалось от двух до шести), или нижней петлёй, с помощью которой пуговицу можно было пришить к платью. Единственной, пожалуй, особенностью пуговичного производства в ту эпоху была остроумная мысль делать петлю заострённой и достаточно узкой, так что пуговица протыкала верхнее платье, и её петля оказывалась внизу. Все эти петли можно было сразу соединить одной ниткой, и плотно закрепить на одежде, не прибегая для того к утомительной необходимости пришивать все пуговицы по отдельности.
Пуговицы для богачей — золотые, серебряные, дополнительно украшались литым, чеканным или резным узором, эмалью, драгоценными камнями, или обтягивались тканью. Дорогие пуговицы — компактные, маленькие, легко прятавшиеся в рукав или поясную сумочку, представляли собой неодолимый соблазн для нечистой на руку домашней прислуги, тем более что исчезновение одной-двух пуговиц, в отличие от денег или драгоценностей, ни у кого не вызывало недоуменных вопросов. До наших дней сохранилось судебное дело Марион де Дион де Боней, горничной некоего Жоффруа Робена, сумевшей ограбить своих хозяев на сумму в 28 ливров (для того, чтобы заработать столько же честным трудом ей понадобилось бы 2,5 года). Прослужив около 2 месяцев, она сбежали прочь и вернулась на родину, в Боней, где нашла себе приют в доме своего жениха, портного по профессии. Позднее, пытаясь оправдаться перед судом, Марион уверяла, что воровала исключительно для того, чтобы тот «пожелал немедля на ней жениться». Приданое ушлой невесты, которым она пыталась купить его расположение составили «ярко-алый шаперон с пуговицами из позолоченного серебра, два кошелька и пеллетон с пуговицами из позолоченного же серебра, восемь малых пуговиц и гвоздик из белого серебра». Происхождение всего этого добра она объясняла хозяйской щедростью. На беду, ограбленный Жоффруа Робен сумел разыскать её быстрее, чем состоялась свадьба, и вороватая девица отправилась за решётку.
Людям скромного достатка приходилось довольствоваться простыми пуговицами из олова или свинца (ближе к концу XV века появились и дешёвые медные пуговицы), отлитыми в специальных формах. Однако, и здесь мастера не сдерживали своей фантазии, стараясь как можно причудливей разукрасить эти непритязательные изделия. Пуговицы XIV—XV веков порой напоминают монеты с их украшениями и вензелями, порой от центра к краям расходилось множество «солнечных» лучей, пуговицы украшали узорами из точек, геометрических фигур, буквицами или орнаментом.

## Украшения

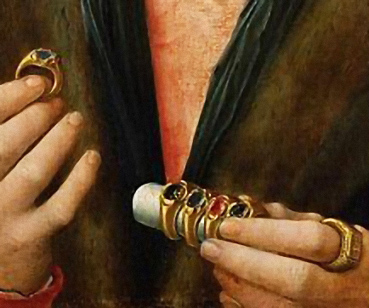
Кольца. Фрагмент «Портрета ювелира» Герарда Давида, 1505—10 годы

Серьги во времена Позднего Средневековья считались признаком маргинальности, порой евреев, мусульман, проституток, палачей и преступников специальными указами вынуждали носить серьги, демонстрируя подобным образом свою обособленность от «порядочного» общества. Как это может показаться нам удивительным, подобными же отщепенцами считались рыбаки, на которых с подозрением смотрели «сухопутные». Ношение серьги в правом ухе было в обычае у мужчин в рыбацких деревнях.
Впрочем, в конце XV века «маргинальная» мода стала получать все большее распространение. На драгоценные серьги обратили внимание зажиточные слои города и деревни, проницательно разглядев в этом необычном украшении способ выгодного вложения капитала. Мода на серьги захватила все слои общества, теперь уже маргиналам специальными указами ношение серег запрещалось. Врачи настаивали на том, что прокалывание ушей негигиенично, и попросту опасно для здоровья, но, как водится, без всякого успеха.
Кольца из простых металлов для людей скромного достатка, золотые и серебряные кольца для зажиточных слоёв города и деревни были распространённым украшением. В Средние века ношение обручального кольца было исключительно женской прерогативой и распространилось на мужчин не ранее XIX века. Кольца носили на всех пальцах рук, порой надевая по нескольку на каждый, не только у основания пальца, как то принято сейчас, но и у средней фаланги. Кольца на большом пальце должны были символизировать силу и власть.
Гладкие кольца были сравнительно редки, и наоборот, искусные ювелиры из одного куска золота или серебра, способны были отлить кольцо в форме поясного ремня с пряжкой, или сердечко, прикреплённое к ободку. Кольца украшались чеканкой и резными узорами. Известны были также печатки, должные служить для наложения оттиска на воск, которым заклеивалось письмо, такие кольца могли нести на себе изображение герба своего владельца. Часты были также девизы, в том числе и любовные. До нашего времени дошло мужское кольцо, на котором написано слово «Единственная». Перстни с драгоценным или полудрагоценным камнем в оправе должны были служить талисманами для владельца, камням предписывалась способность сохранять здоровье, отводить беды, помогать своему владельцу в делах и т. д.
Браслеты, как мужские так и женские, украшались чеканкой или резными узорами с изображением орнаментов, растений, животных или птиц. Так известен браслет с белочками, датируемый XIV—XV веками. Браслеты носили в знак любви, известны случаи, когда рыцарь, получая от дамы сердца браслет, надевал его на левую руку, обязываясь при этом биться за неё с любым, осмелившимся ответить на вызов.
Распространены были всевозможные украшения с подвесками из драгоценных камней. Они могли быть любой формы и размера, но самыми популярными, особенно в XVI веке, были подвески из крупного грушевидного жемчуга. Они носили название панделок(фр. pandeloque). В последующие времена панделоком стали называть весь жемчуг грушевидной формы.

## Одежда для особых случаев

### Рабочая одежда

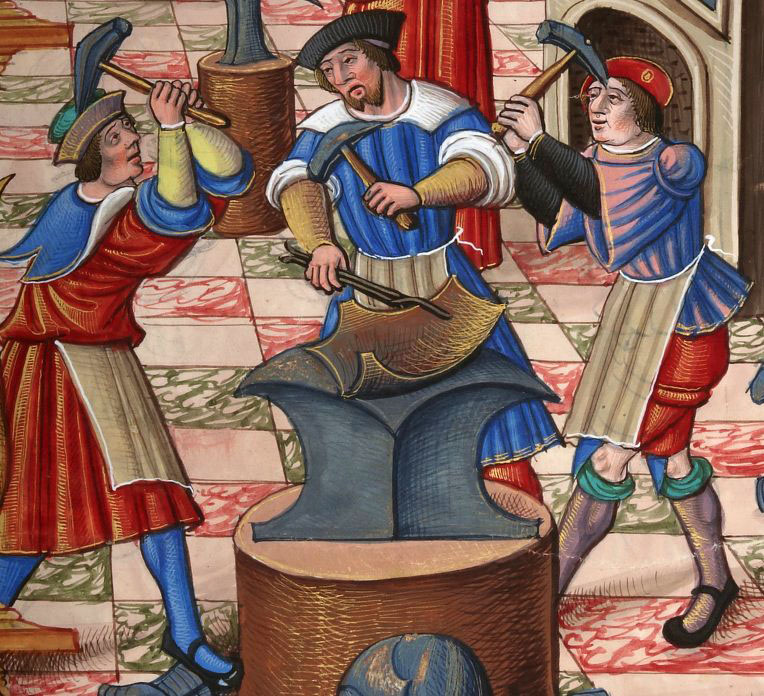
Кузнецы-оружейники. Книжная миниатюра эпохи Позднего Средневековья

Специальной, предназначенной для работы одежды в Средневековье ещё не существовало. Картины и миниатюры показывают нам крестьян и ремесленников в процессе работы, одетых самым разнообразным образом — в зависимости от личного вкуса и фантазии художника. И всё же, удаётся определить некие начальные формы подбора платья, диктуемые требованиями профессии. Также возможно отследить постепенное становление традиции и привычек, диктуемых требованиями профессии и необходимостью защиты тела от ожогов, ран или просто грязи и пыли, и защитой одежды, бывшей для крестьянина и ремесленника немалой ценностью из-за дороговизны, вызванной ручным процессом её изготовления.
Конечно же, в первую очередь для работы необходим был полотняный или кожаный фартук. Такие фартуки — постоянный атрибут изображений кузнецов или стеклодувов за работой. Чаще всего они сделаны из небелёного полотна и достигают колен или лодыжек, порой полы фартука украшались фестонами. Чаще всего у кузнечного фартука имелась и грудная часть, прикреплявшаяся к пурпуэну посредством застёжки, банта или даже простой булавки. Впрочем, известны были и разновидности с лямками, сходные с теми, что существуют и поныне. Кожаные фартуки сравнительно редки; в качестве отдельных экземпляров, похоже, встречались и цельные шкуры животных, почти не изменившие первоначальной формы. Фартуки были также характерны для работников «пищевой» сферы — булочников, мясников, кондитеров и других. Фартуки надевались обязательно при забое скота, чтобы кровь не запачкала одежды. Фартук во времена Позднего Средневековья стал едва ли не обязательным предметом одежды для женщины-крестьянки, обязательным, когда приходилось хлопотать у печи или работать в саду, и обычным в других случаях. Мужские крестьянские фартуки — куски прямоугольной формы с отверстием для головы, равно защищавшие грудь и спину, с поясом или без, распространились в особенности после того, как цены на ткань постепенно стали снижаться. Подобный фартук зачастую служил не только для защиты одежды, но и представлял собой своеобразный «карман», куда удобно было собирать фрукты, или насыпать зерно для сева (отсюда французское название подобного типа рабочей одежды «фартук сеятеля»).
Перчатки «трёхпалые» или рукавицы из овечьей кожи использовались во время строительства; так, сохранились счета на покупку подобных кожаных перчаток и рукавиц для каменщиков. Из головных уборов, защищавших голову и лицо от жара, пыли, грязи, или необходимых для того, чтобы волосы не оказались, например, в тесте, стоит упомянуть многочисленные головные повязки, тюрбаны, льняные кали и калоты, и, наконец, характерные крестьянские соломенные шляпы с широкими полями, которые часто встречаются на изображениях жнецов и пахарей, работающих в поле. Специальные шляпы с широкими полями, закрывавшими полностью голову и плечи, порой встречались у пчеловодов, хотя — на части изображений находятся люди, работающие с пчёлами без всякой дополнительной защиты. Посему неясно, действительно ли существовала подобная практика, и насколько она была распространена, или речь идёт исключительно о фантазии художника. Нечто вроде прозрачного щитка, прикрывающего верхнюю часть лица, зачастую можно увидеть на изображениях стеклодувов за работой. И наконец, капюшоны с длинной пелериной, закрывавшие спину, использовались, когда требовалось переносить на себе нечто, потенциально могущее запачкать одежду — мешки с виноградом, фруктами, строительные материалы и т. д..
И наконец, своеобразную рабочую одежду создали для себя рыбаки и мореходы. Этот редчайший для Франции Позднего Средневековья случай ношения полосатого платья объяснялся двояко — во-первых, люди, выходившие в море, представляли собой маргинальное сообщество, на которое не без подозрения косились «сухопутные», во-вторых, с чисто утилитарной точки зрения, белые и синие полосы хорошо были видны в воде, случись моряку оказаться за бортом. Это рыбацкое платье, состоявшее из широкой рубахи с кожаным поясом и широких же шосс, дополнительно пропитывалось горячим воском, что делало его непроницаемым для воды. Наглядными изобразительными источниками, дающими представление об одежде рыбаков и мореплавателей являются, например, миниатюры манускриптов «Походы французов в Утремер» (ср.-франц. Passages d'outremer) 1473 года, «Тристан из Леонуа» (ср.-франц. Tristan de Léonois) прибл. 1470-х гг. и «Представление рождения, жизни и смерти Ричарда Бошана, графа Уорика» (англ. Pageant of the Birth, Life and Death of Richard Beauchamp Earl of Warwick) середины-конца 1480-х гг. На них, помимо широких рубах и шосс, заметно наличие накидки с капюшоном, отдалённо напоминающими пончо. Частичное описание одежды моряка даётся в общем прологе «Кентерберийских рассказов» Чосера, где мореплаватель из запада Англии, вероятно, Дартмура, является одним из главных героев:

Был Шкипер там из западного графства.

<…>и до колен на нем

Висел, запачканный дорожной глиной,

Кафтан просторный грубой парусины…
Оригинальный текст (англ.)
A Shipman was ther, wonynge fer by weste;

<…>

He rood upon a rouncy, as he kouthe,

In a gowne of faldyng to the knee.
— 1. Общий пролог, перевод О. Румера

### Дорожное платье

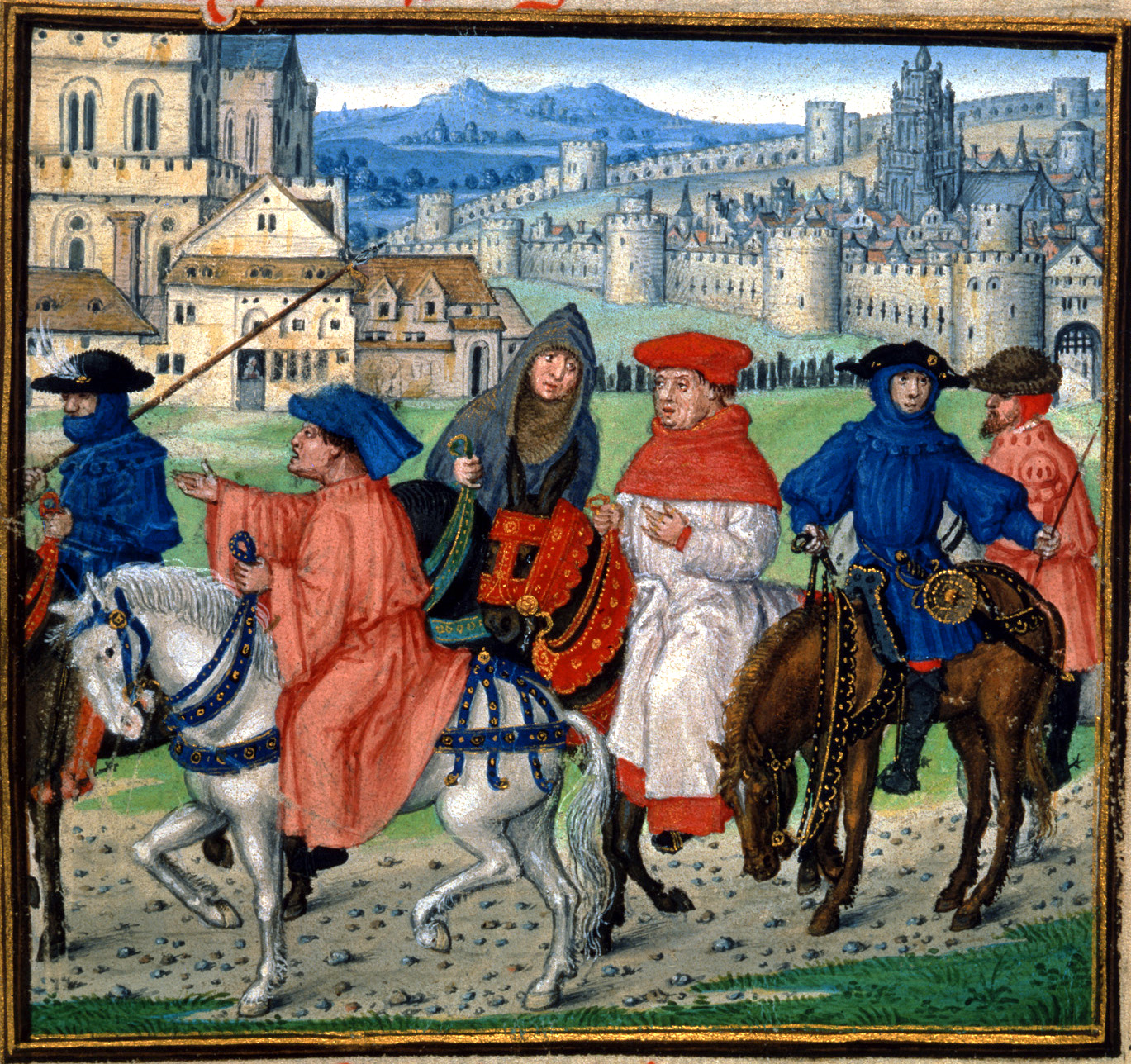
Кентерберийские пилигримы. Миниатюра рукописи «Осады Фив» Джона Лидгейта, 1455—1462 гг.

Одеваясь в дорогу, в первую очередь следовало думать о тепле и защите о непогоды, сравнительном удобстве — и лишь на последнем месте стояла красота платья. Путешественники надевали очень тёплый широкий плащ с капюшоном, зачастую немаркого коричневого цвета. Подобные плащи изготовлялись из грубой шерстяной ткани, носившей имя bure. Для изготовления подобной ткани овечью шерсть почти не подвергали обезжириванию, в результате чего на поверхности плаща появлялась тонкая плёнка, вместе с плотной и жёсткой нитью способствовавшая тому, что плащ почти не намокал. Пилигримы, пускаясь в путь, предпочитали надеть на себя плотную длинную сюркотту с длинным же, до запястья рукавом, свернув дополнительное одеяние в плотный валик, крепившийся на поясе. На голову подобный пилигрим зачастую надевал крестьянский каль (даже когда тот уже начал выходить из моды), сверху зачастую полагалась шляпа из плотного фетра, могущая служить защитой от непогоды, с маленькой серебряной ракушкой — если паломник направлялся, к примеру в Сантьяго-де-Компостела. На ноги надевались плотные шерстяные шоссы и крепкие башмаки, в руки брался крепкий посох для помощи при ходьбе и защиты от лихого люда. И наконец, в завершение костюма, на грудь паломник прикреплял маленькое изображение Святого Христофора — покровителя путников.

### Траурное платье
Вплоть до конца XIII века специального траурного платья не существовало, более того, печаль на похоронах не была в обычае, в самом деле, человек переселялся в лучший мир. Чёрный траур вошёл в европейскую культуру в начале XIV века, особенно этому посодействовало пришествие чумы, во время которой обычай надевать чёрное утвердился окончательно, при том, что распространение его вначале пришлось на дворянство и верхушку городского патрициата. Чёрная краска была дорога, и позволить себе подобное платье мог далеко не каждый, но вместе с прогрессом красильного дела цена траурного платья стала падать, и новомодная привычка носить чёрное распространилась постепенно на все классы общества. Траурное платье, как и всё прочее, определялось иерархическими соображениями — ступенью социальной лестницы, на которой находился усопший, общественным положением гостя и степенью его родственной близости к покойному. Так, герцог бургундский на похоронах короля Франции в 1380 году распорядился пошить себе платье из «брюссельского чёрного», шириной в 28 онов, побитое 1 885 пластинками меха, взятого с живота серой белки, в то время как 8 лет спустя на похоронах герцога фламандского довольствовался платьем шириной всего лишь в 8 онов. Важным представлялся и материал, из которого изготовлялось платье, так чёрный бархат использовался только в исключительных случаях, для «большого траура» по отцу или брату использовалось широкое чёрное платье «с ротондой», короткое, или разрезное по бокам — для менее помпезных случаев, короткое платье предназначалось для герольдов и слуг, специально для того использовавшийся чёрный шаперон должен был обязательно прикрывать лицо, длинная корнетта укутывала шею. Важен был и срок ношения траура. Так, «Этикет двора» (Les honneurs le la cours) предписывает придворной даме, в большом трауре, «оставаться простёртой в комнате, задрапированной чёрным, на постели с траурными покрывалами»; в течение следующего полугода этой даме следовало — при трауре по мужу, отцу, матери носить чёрную мантию и ходить и с покрытой головой, из них первые три месяца надевать глухое платье с пластроном, и чёрный траурный шаперон, следующие три месяца длинную мантию с разрезом и турет, и ещё три месяца — просто чёрное платье. Одежда должна была быть простой, лишённой отделки; в первые три месяца запрещалось также носить банты, перчатки и даже подпоясывать платье. При трауре по старшему брату полагалась та же одежда, однако, не требовалось выражать своё горе, «лежа распростёртой на постели». Траур по иным братьям и сёстрам ограничивался глухим платьем и покрытой головой, дядям или кузенам — длинной разрезной мантией, для дальней родни следовало ограничиться туретом и простым чёрным платьем.

### Шутовской наряд

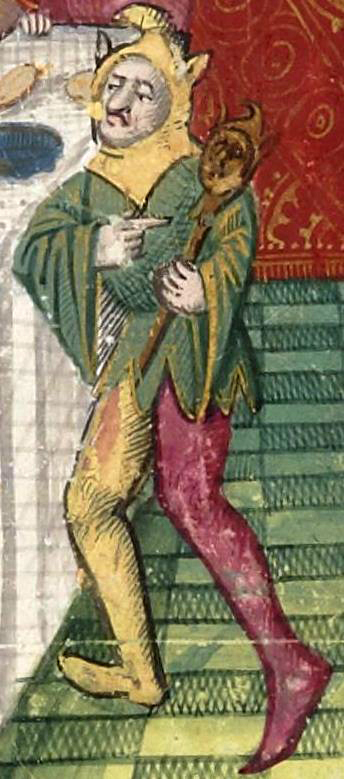
Шут. Фрагмент миниатюры французской рукописи «Романа о Ланселоте» Тристана Лионского, 1470 г.

В противовес утвердившимся представлениям, шуты не были принадлежностью одних лишь дворов владетельных князей. Шутов содержали на жаловании многие города, существовали также «общественные», свободные жонглёры-шуты, путешествовавшие по селениям и тем самым зарабатывавшие себе на хлеб. Двухцветное платье шута в том виде, в котором оно известно в XXI веке, появляется в конце XIV века. До того шуты одевались весьма разнообразно, с единственной оговоркой, что шутовской наряд должен был производить пародийное и потешное впечатление. Так, известно изображение шута, на котором надето полное епископское облачение, но в чёрно-белую шахматную клетку. Женщина-шут при английском дворе носила прозвище «разноцветной мадам», так как её платье представляло собой кричащее многоцветие не сочетаемых по цвету кусков материи.
Наряд шута, как бы роскошен он ни был, зачастую выглядел старомодно. Так, шут получил шаперон, когда этот головной убор практически вышел из употребления, с единственной разницей, что к обычному в городской или дворянской среде шаперону пришивали торчащие в две стороны «ослиные» уши, а зачастую и бубенчики, символы пустой головы. Двуцветность, также начавшая уходить в прошлое в XV веке, стала неотъемлемой частью шутовского наряда, при том что в нём зачастую использовалось самое неприятное для средневекового глаза цветовое сочетание — жёлтый и зелёный, или даже зелёные полосы на жёлтом фоне. В руки шут обязательно брал «маротту» — толстую палку или дубину, верхний конец которой вырезался и раскрашивался в форме человеческой головы. Этот «дурак для дурака» играл роль ассистента, куклы, с которой шут мог разыгрывать диалоги и небольшие сценки, призванные смешить присутствующих.

## Поло-возрастная, социальная, политическая и иная роль костюма. Законы о роскоши

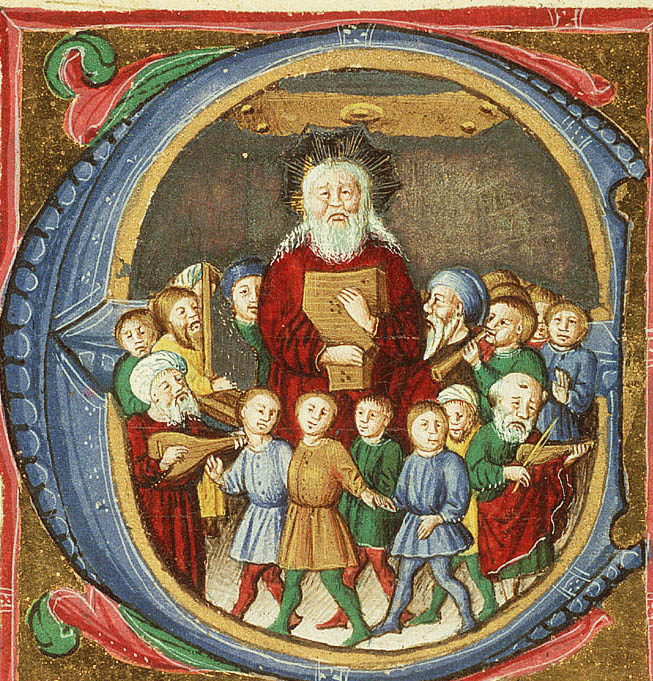
Дети на переднем плане одеты в те же костюмы, что и взрослые. Инициал из псалтыри, 1465—1470 гг.

В Средние века не существовало такого понятия, как специальная «детская одежда», малыши во многом одевались точно также, как папа или мама. Новорождённого полагалось обматывать широкими лентами (чаще всего — из рами), накладывавшимися на тело по кругу или по спирали. Сверху малыша укутывали пелёнками из льна или шерстяной ткани. Ручки при этом вытягивали вдоль тела или (реже) складывали на животе. Ножки закутывали вместе, ступни были свободны от лент, а порой и от пелёнок. Подобная практика применялась, так как по распространённому поверью, слишком большая свобода движений в первые месяцы жизни могла привести к деформированию конечностей. И ленты и пелёнки не слишком сильно стягивали тело, малыш мог сгибать ножки и даже садиться. Впрочем, с пеленанием также рекомендовалось не слишком усердствовать, так как в противном случае малыш (опять же по распространённому поверью), перестал бы расти. Потому на время кормления или игр, ребёнка распелёнывали, оставляя лишь ленту на бёдрах, чтобы он случайно не запачкал кормилицу или мать. Голову прикрывали чепчиком из шерстяной ткани или из двух слоёв льна или рами. Порой вместо чепчика использовалась верхняя часть пелёнки, образующая нечто вроде капюшона. Цветом пелёнок у бедняков чаще всего выступал коричнево-бежевый, то есть цвет неокрашенного полотна, более состоятельные люди предпочитали зелёный (цвет юности), или же красный, призванный оберегать ребёнка от распространённых болезней: кровотечений, кори и даже чумы.
В возрасте около 4 месяцев полная пелёнка заменялась «половинной» (фр. demi-maillot). Ребёнка одевали в короткую рубашку, оставляя свободными ручки, которыми уже можно было распоряжаться по собственному усмотрению, хватая и дёргая всё, что понравится. От пояса и ниже продолжали укутывать в ленты и пелёнку. Однако, обычай этот не был повсеместным и скорее характерен для Италии, чем для Франции.
Когда ребёнку подходило время встать на ножки, пелёнки окончательно заменялись «детской одеждой», которую малышу или малышке предстояло носить в течение первых семи лет жизни — камизой и широкой длинной коттой (платьицем), доходившим до щиколоток. Нижнего белья ребёнку не полагалось, впрочем, как не полагалось и обуви. Короткие, до колен, шоссы, упомянуты лишь в одном, дошедшем до нас произведении, да и то с оговоркой, что надевать их следует, если ребёнок болен.
Постепенно, с ростом малыша, длинная котта заменялась более короткой, доходившей до середины икры, позволявшая ребёнку свободно играть и бегать. Зимой котта делалась из плотной шерсти, летний вариант — из лёгких материй. Ближе к семи годам (точный возраст на основании сохранившихся изображений установить не удаётся), малыш получал кожаные башмачки, и витой шнурок чёрного или красного цвета, которым полагалось подпоясывать котту, нося её несколько навыпуск. Ребёнок в подобном костюме уже полагался ответственным за свои поступки, ему разрешалось выходить на улицу одному, без сопровождения взрослых, и даже совершать небольшие покупки.
Детство по средневековым понятиям заканчивалось в 7 лет, и бывший ребёнок становился «отроком» (лат. puer); порой к этому времени его женили или выдавали замуж, причём если речь шла о девочке из знатного рода, ей предстояло воспитываться в семье мужа. «Отрок» от 7 и до 14 лет одевался уже по взрослой моде, за единственным исключением — не покрывал голову, и, как правило, не делал специальной причёски, позволяя волосам свободно падать на плечи. Лишь в конце XV века при анжуйском дворе появляется специальная ярко-красная «детская» баретта, но неясно, как широко распространился этот обычай. В 14 лет подросток считался совершеннолетним, крестьянский мальчик или девочка работали в поле, отпрыски знатных родов порой командовали войсками или управляли частью отцовского владения. В это время и вплоть до старости им предписывалось одеваться в соответствии с веяниями моды, выбирая тот или иной элемент костюма, руководствуясь требованиями ситуации, а также собственным вкусом. Старикам полагались длинные, подбитые мехом одежды.
Девушка, вплоть до замужества, ходила с распущенными волосами, перевивая их лентой. Подобная простая причёска символизировала девственность, высоко ценимую в Средние века. Одеждой девушке полагался корсаж со шнуровкой, плотно облегавший грудь. Эта мода осталась неизменной вплоть до начала XVI века, в то время как замужней женщине предписывалось носить более свободное платье, а старухе или вдове «скромные» широкие одежды, полностью драпирующие тело. Под венец девушка шла зачастую в красном — этот цвет символизировал плодовитость и одновременно христианскую жертвенность. Если у семьи хватало на то средств, на голову новобрачной надевали венок из драгоценных металлов, отдельные части которого скреплялись вместе посредством шарниров. После окончания обряда венок разделяли на части и раздавали подругам. Около 1340 года установился обычай давать в приданое предметы одежды — котту, сюрко, мантию. Этот обычай продержался вплоть до первой четверти XVI века, причём (в случае, если замуж выдавалась принцесса) не имело значения, что подобное платье давно вышло из моды. Приверженность традициям говорила о древности рода и верности старинным обычаям.
В эпоху куртуазной любви женщина признавалась в своих чувствах, даря избраннику венок или одежду со своего плеча. Порой ситуация заканчивалась довольно забавно, так, например, сохранился рассказ о том, как молодой сердцеед бургундский рыцарь Жак де Лален явился ко двору, неся на своём шлеме присборенную головную повязку Марии Клевской, а на левом рукаве «весьма богато украшенный рукавчик герцогини Калабрской… в результате чего обе дамы, каждая из каковых почитала себя единственной его возлюбленной, впали в великое уныние и меланхолию».

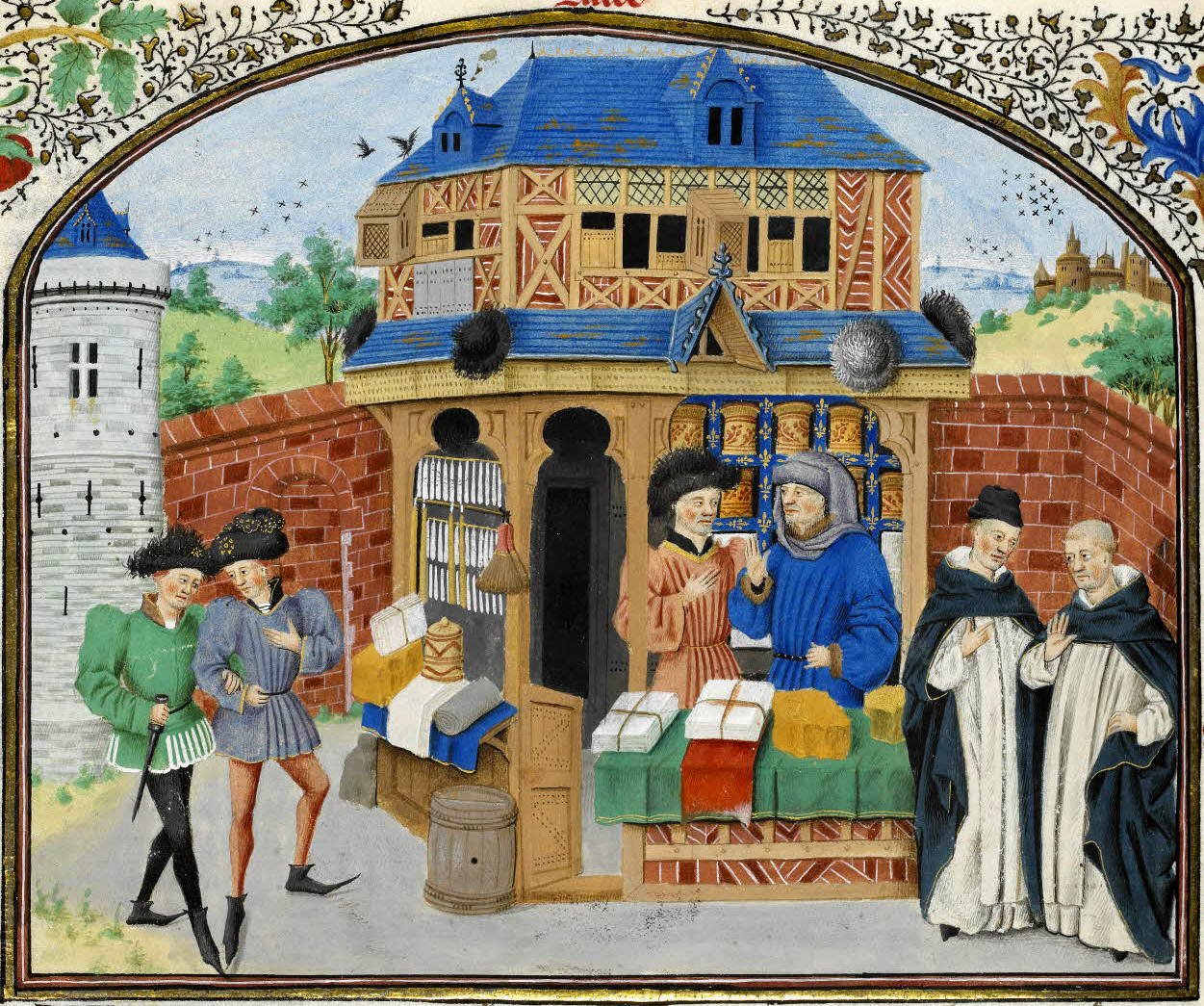
Миниатюра «Три разновидности дружбы» из французской рукописи «Этики» Аристотеля, изображающая три сословия. XV век

Политические пристрастия владельца особенно проявились в мужском костюме времён войны между арманьяками и бургиньонами. Так, приверженность к идеям арманьякской партии должен был символизировать белый шарф Св. Лаврентия (знаменитая «перевязь», которую из раза в раз проклинает в своём «Дневнике» парижский Горожанин), в то время как стороннику бургундцев предписывалось носить ярко-алую крестообразную перевязь или выбитое на кирасе изображение ярко-красного креста Св. Андрея. Кроме того, арманьякам полагался фиолетовый хук, зачастую расшитый жемчугом, поверх которого и надевался белый шарф. Корнетту своего шаперона арманьяки поворачивали налево, в то время как бургундцы предпочитали, чтобы она смотрела вправо. Вообще, из всех предметов одежды шаперон чаще всего выражал преданность той или иной партии. Так, во время восстания под руководством Этьена Марселя, его сторонники приняли красно-голубой шаперон — в соответствии с цветами столичного герба. Такой же шаперон Марсель собственноручно водрузил на голову дофина (будущего короля Карла V Мудрого), и этот шаперон послужил последнему защитой в тот день, когда ворвавшаяся во дворец толпа устроила резню придворных. После того, как восстание было подавлено, король специальным указом запретил ношение двухцветного шаперона (1358 год). Белый шаперон служил знаком приверженности к партии Филиппа ван Артевельде во время гентского восстания 1382 года, которое даже своим названием обязано именно этому головному убору. Тот же белый шаперон, в знак солидарности с Гентом приняли майотены, сторонники Симона Кабоша, отдавшие вначале предпочтение голубым шаперонам, в скором времени вернулись к белому, ставшему в глазах современников символом мятежных настроений.
Для указания социального статуса владельца (в зависимости также от ситуации, для которой надевалось то или иное платье) важно было всё — цвет, качество материала, покрой, длина и ширина платья. Так, сохранилось изображение «трёх сословий», относящееся к «Этике» Аристотеля. Если верить ему, духовным полагалось длинное, доходящее до пят платье, аристократам — более короткое, до середины икры, крестьянам — и вовсе не доходящее до колена. Позднее, с распространением моды на короткое платье, это соотношение несколько изменилось, но смысл его остался тем же. Ношение котты было характерно прежде всего для крестьянского класса, пурпуэны без верхнего платья чаще всего надевали ремесленники, короткие мантии — военные, длинные полагались судейским, школьным учителям и университетским клирикам. Уппеланд был исключительно аристократическим платьем.